# Borobudur
Borobudur ou Barabudur (em indonésio: Candi Borobudur) é um templo budista maaiana situado na ilha de Java, Indonésia, no kabupaten (regência) de Magelang, Java Central. O edifício é frequentemente apontado como o maior templo budista e um dos mais importantes monumentos budistas do mundo. Desde 1991 que o sítio designado Conjunto de Borobudur, do qual fazem também parte os templos vizinhos de Mendut e Pawon, está inscrito na lista do Património Mundial da UNESCO.
O templo é constituído por nove plataformas sobrepostas, seis quadradas e três circulares, sobre as quais se ergue uma abóbada central. O edifício é decorado com 2 672 painéis em relevo e 504 estátuas de Buda. A abóbada central está rodeada por 72 estátuas, cada uma delas sentada numa estupa perfurada.
Construído no século IX d.C., durante o reinado da Dinastia Sailendra, o templo é de estilo budista javanês, o qual mistura elementos do culto indígena dos antepassados com o conceito budista do nirvana, apresentando também influências da arte do Império Gupta, que reflete as influências indianas na região. No entanto, há muitos aspetos na arquitetura do edifício e nas cenas representadas nos relevos que tornam Borobudur distintamente indonésio. O monumento é um santuário dedicado a Buda e um local de peregrinação budista. O caminho de peregrinação tem início na base do templo e segue em volta dele, subindo até ao cimo através dos três níveis simbólicos da cosmologia budista: o Kamadhatu ("mundo do desejo"), o Rupajhana ("mundo das formas") e o Arupajhana ("mundo sem formas"). O monumento guia os peregrinos através de um extenso sistema de escadarias e corredores com 1 460 painéis narrativos em relevo nas paredes e nas balaustradas. Borobudur possui o maior e mais completo conjunto de relevos budistas do mundo.
Há evidências que sugerem que Borobudur foi construído no século IX e abandonado no século XIV, na sequência do declínio dos reinos hindus de Java e da conversão dos javaneses ao islão. O templo tornou-se conhecido mundialmente a partir de 1814, quando Thomas Stamford Raffles, então o governador britânico de Java, foi informado da sua existência por nativos. Desde então o monumento passou por várias restaurações, o maior delas levada a cabo entre 1975 e 1982 pelo governo da Indonésia e pela UNESCO.
O templo ainda é usado como local de peregrinação. Uma vez por ano, os budistas da Indonésia celebram em Borobudur o Vesak, um importante festival que comemora o nascimento de Sidarta Gautama. O monumento é a atração turística mais visitada da Indonésia.

## Etimologia
Em indonésio e javanês, os templos antigos são chamados candi, pelo que localmente o monumento é conhecido como Candi Borobudur. De forma mais genérica, o termo candi também se aplica a outras estruturas arquitetónicas antigas, como portões e balneários. Contudo, as origens do nome Borobudur são incertas, pois como acontece com a maior parte dos antigos templos indonésios, o nome original é desconhecido. O nome Borobudur foi escrito pela primeira vez por Thomas Raffles no seu livro A História de Java, publicado em 1817. Segundo Raffles, o monumento chamava-se Borobudur, mas esse nome não é sugerido em escritos mais antigos. O único manuscrito javanês que menciona um monumento chamado Budur é o Nagarakretagama, escrito em 1365 por Mpu Prapanca, um académico budista da corte de Majapait. Nessa obra, Budur é descrito como um santuário sagrado budista.
O nome de muitos candis é o de uma aldeia vizinha. Se Borobudur seguisse as convenções da língua javanesa e tivesse o nome da aldeia próxima de Boro, o templo deveria chamar-se Budurboro. Raffles pensou que Budur poderia corresponder à palavra javanesa buda ("antigo"), ou seja, "antiga Boro". Ele também sugere que o nome pode ter derivado de boro, que significa "grande" ou "honorável", e de Budur (Buda). Contudo, o arqueólogo J.G. de Casparis sugere que Budur tem origem na palavra javanesa bhudhara ("montanha").
Outra etimologia possível é que Borobudur seja a pronúncia javanesa local corrompida e simplificada de Biara Beduhur, escrita em sânscrito como Vihara Buddha Uhr. Vihara significa mosteiro budista e Buddha Uhr pode significar "cidade dos Budas". Beduhur pode também ser um termo de javanês antigo, que sobreviveu na língua balinesa e que significa "local alto", derivado de dhuhur ou luhur ("alto"). Assim sendo, Borobudur pode significar "viara de Buda situada num local elevado ou num monte".
A construção e inauguração de um edifício sagrado budista — possivelmente uma referência a Borobudur — é mencionada em duas inscrições, ambas descobertas em Kedu, na regência de Temanggung. A inscrição de Karangtengah, datada de 824, menciona um edifício sagrado chamado Jinalaya ("domínio daqueles que triunfaram sobre o desejo mundano e alcançaram a iluminação"), inaugurado por Pramodhawardhani, filha do rei Sailendra Samaratungga. A inscrição de Tri Tepusan, datada de 842, menciona as sima (terras livres de impostos) concedidas por Çrī Kahulunnan (Pramodhawardhani) para assegurar o financiamento e manutenção de um Kamūlān chamado Bhūmisambhāra. Kamūlān deriva da palavra mula ("lugar de origem"), que designa um edifício sagrado dedicado a homenagear os antepassados, provavelmente os da dinastia Sailendra. Casparis sugere que Bhūmi Sambhāra Bhudhāra, que significa "a montanha das virtudes combinadas dos dez níveis de Bodisatva" em sânscrito, era o nome original de Borobudur.

## Localização

### Os três templos

Mapa de localização dos três templos (Borodbudur, Pawon e Mendut)

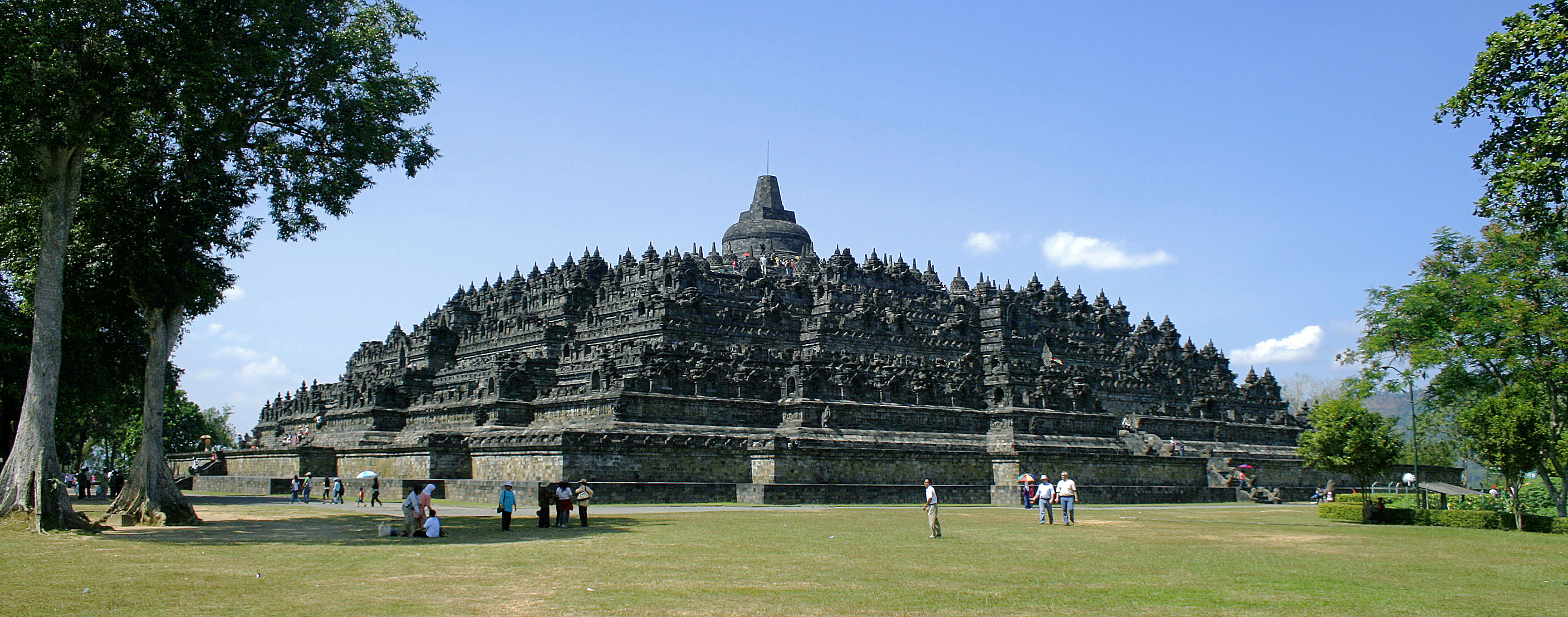
Vista do templo desde noroeste

Borobudur encontra-se aproximadamente 40 km a noroeste de Jogjacarta e 86 km a oeste de Surakarta, numa área elevada entre dois pares de vulcões gémeos — Sundoro-Sumbing e Merbabu-Merapi — e dois rios, o Progo e o Elo. Segundo a lenda local, a área conhecida como planície de Kedu é um local sagrado e é frequentemente chamado o "jardim" ou "horta" de Java devido à sua elevada fertilidade agrícola. Durante os trabalhos de restauro do início do século XX descobriu-se que três templos budistas da região —  Borobudur, Pawon e Mendut — estão alinhados em linha reta. Deve ter existido uma relação ritual entre esses três templos, embora o processo ritual seja desconhecido.

### Antigo lago
A hipotética existência de um lago no local onde se situa Borobudur foi um tema de intensa discussão entre arqueólogos no século XX. Em 1931, um artista e académico holandês de arquitetura hindu e budista, W.O.J. Nieuwenkamp, apresentou uma teoria segundo a qual outrora a planície de Kedu foi um lago e que inicialmente Borobudur representava uma flor-de-lótus flutuando no lago. Segundo alguns autores, o templo teria sido construído numa colina rochosa 265 metros acima do nível do mar e 15 m acima das águas de um antigo lago.
Em 1974 e 1977, Jacques Dumarçay e o palinologista Ganapathi Thanikaimoni recolheram amostras de solo de valas escavadas na colina e da planície imediatamente a sul. Estas amostras foram analisadas por Thanikaimoni, que examinou os pólens e esporos para identificar o tipo de vegetação que crescia na área quando Borobudur foi construído. Não foram encontrados quaisquer vestígios de plantas aquáticas; aparentemente, quando o templo foi construído, a área em volta era constituído por terrenos agrícolas e florestas de palmeiras, como ainda hoje acontece. A hipótese do lago foi reexaminada em 1985 e 1986 por Caesar Voûte e pelo geomorfologista J.J. Nossin, cujos trabalhos de campo concluíram que não existia um lago em volta de Borobudur na altura da construção.

## História

### Construção

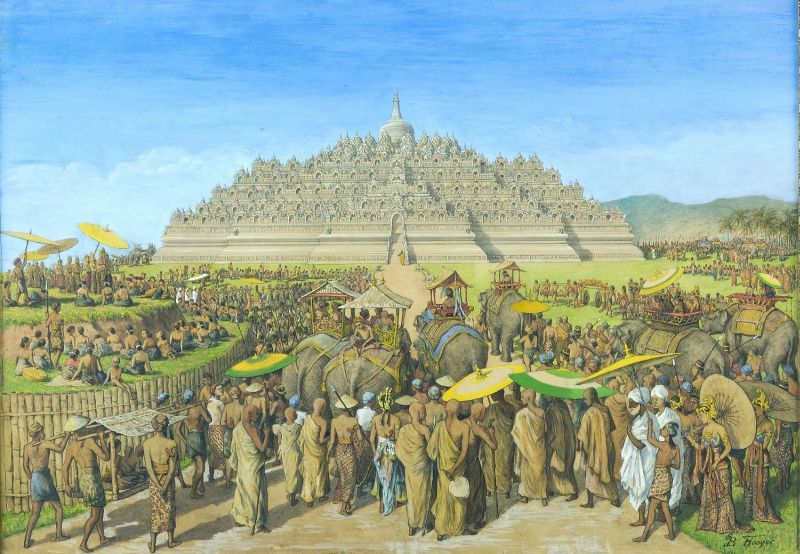
Pintura de G. B. Hooijer ca. representando Borobudur durante o seu apogeu

Não há quaisquer registos escritos sobre quem construiu Borobudur ou sobre as motivações para a construção. A data da construção foi estimada pela comparação entre os relevos esculpidos das fundações do templo e as inscrições de éditos reais dos séculos VIII e IX. O templo foi provavelmente fundado c. 800, o que corresponde ao período de apogeu (760–830) da Dinastia Sailendra no Reino de Mataram de Java Central, quando este estava sob a influência do Império Serivijaia. Estima-se que a construção terá durado 7 anos e foi finalizada durante o reinado de Samaratungga em 825.
Há alguma confusão entre os governantes hindus e budistas de Java dessa altura. Os Sailendras eram conhecidos como seguidores fervorosos do budismo, mas inscrições de pedra encontradas em Sojomerto sugere que podem ter sido hindus. Foi durante essa época que foram construídos numerosos monumentos budistas e hindus nas planícies e montanhas em redor da área de Kedu. Os monumentos budistas, nomeadamente Borobudur, foram construídos aproximadamente no mesmo período que o complexo hindu xivaíta de Prambanan, situado cerca de 50 km a leste de Borobudur. Em 732, o rei xivaíta Sanjaya de Mataram mandou construir um santuário Shivalinga no monte Wukir, 10 km a leste de Borobudur.

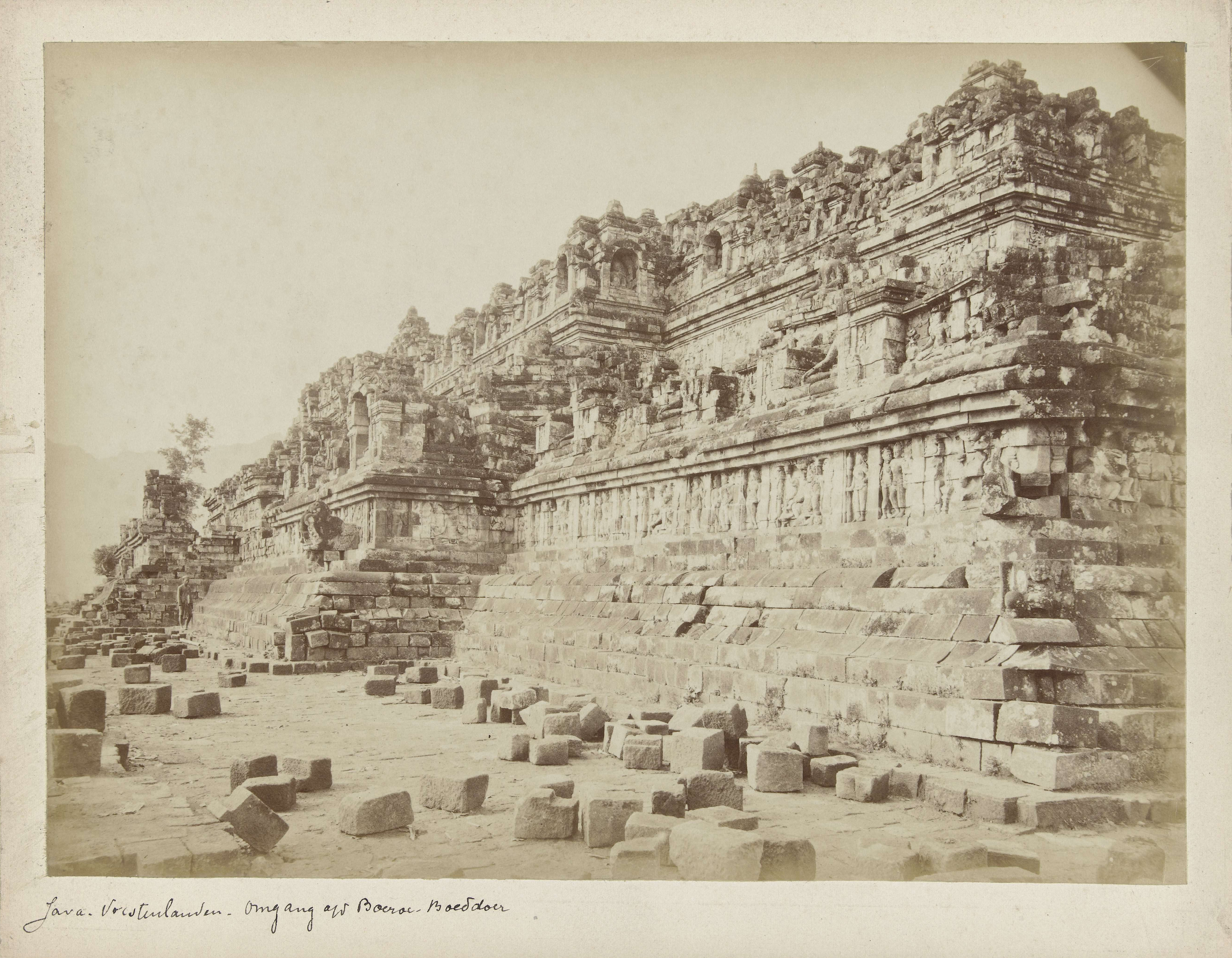
Fotografia anónima de Borodbudur da segunda metade do século XIX

A construção de templos budistas nesse período, incluindo Borobudur, foi possível porque o sucessor de Sanjaya, Rakai Panangkaran concedeu aos budistas a permissão de construção desses templos. Como sinal do seu respeito pelo budismo, Panangkaran deu a aldeia de Kalasan, onde existe outro templo budista importante, à comunidade budista, conforme consta do édito de Kalasan, datado de 778. Isso levou alguns arqueólogos a acreditar que nunca houve conflitos religiosos sérios em Java, já que era possível um rei hindu patrocinar o estabelecimento de um monumento budista e um rei budista fazer o mesmo em relação aos hindus. Contudo, é provável que existissem então duas dinastias reais rivais em Java — a budista Sailendra e a xivaíta Sanjaya. A última derrotou a primeira numa batalha travada em 856 no planalto de Ratubaka.
Acredita-se que o templo Lara Jonggrang, parte do complexo de Prambanan, foi construído pelo rei vitorioso de Sanjaya, Rakai Pikatan, como resposta a Borobudur, mas há autores que sugerem que as dinastias rivais coexistiam pacificamente e que há indícios de que os Sailendra estiveram envolvidos na construção de Lara Jonggrang.

### Abandono

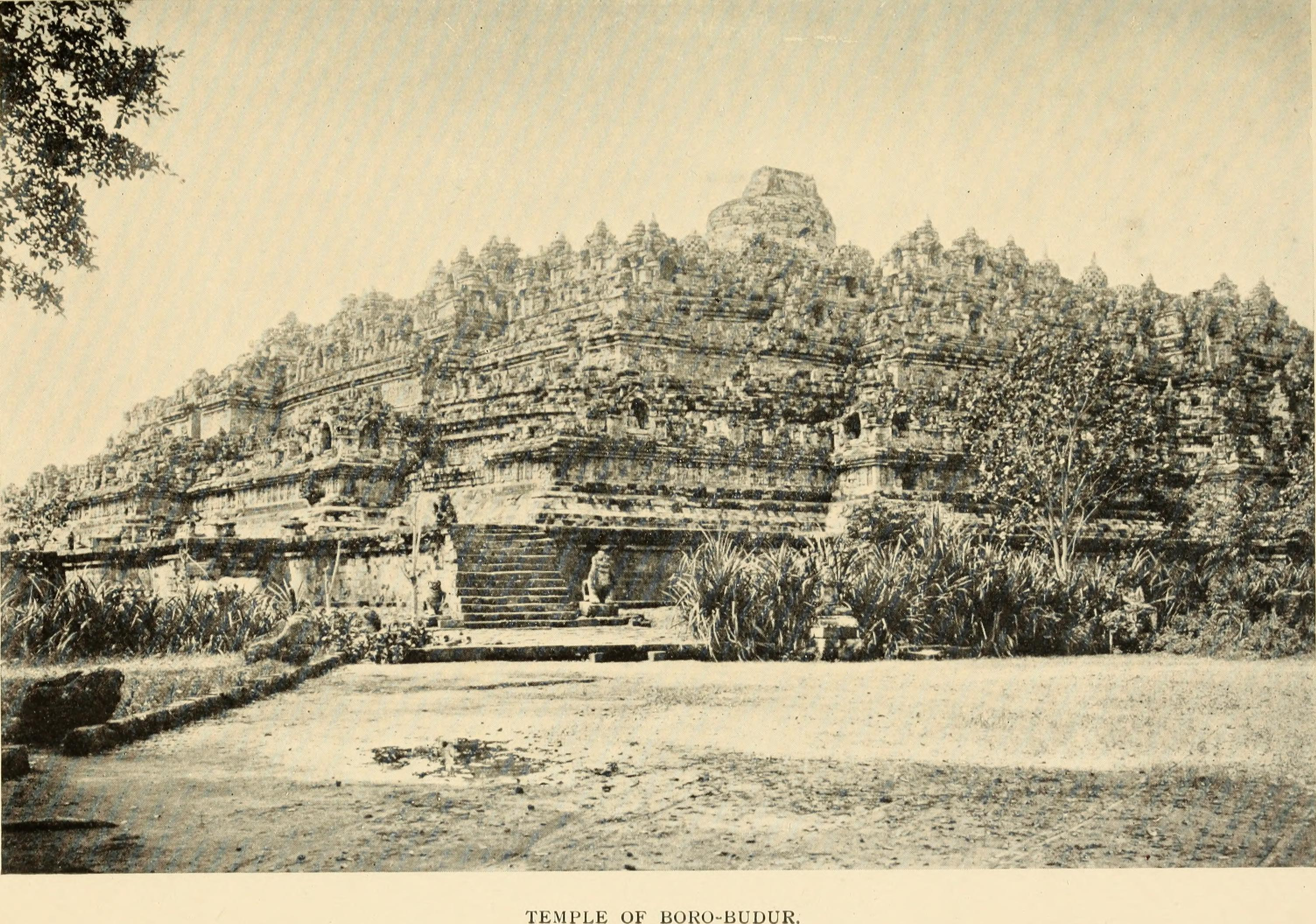
Fotografia no livro “Java, Sumatra and the other islands of the Dutch East Indies”, de Antoine Cabaton e Bernard Miall, cuja tradução em inglês foi publicada em 1914

Borobudur permaneceu escondido na selva e debaixo de cinza vulcânica durante vários séculos. Desconhecem-se as razões do seu abandono. Não se sabe quando o monumento deixou de ser usado ou quando as peregrinações budistas cessaram. Em algum momento entre 928 e 1006, o rei Mpu Sindok transferiu a capital do Reino de Mataram para Java Oriental depois de uma série de erupções vulcânicas. Não há certeza sobre a influência disso no abandono, mas vários autores apontam que o mais provável é que Borobudur tenha sido abandonado nessa altura. O monumento é mencionado vagamente como "a viara em Budur" c. 1365 no Nagarakretagama de Mpu Prapanca. Segundo uma tradição local, os templos foram desmantelados quando a população se converteu ao islão no século XV.
O monumento não foi completamente esquecido, mas no folclore local a glória do passado deu lugar gradualmente a crenças supersticiosas associadas a azar e miséria. Duas crónicas javanesas (babad) do século XVIII mencionam casos de má sorte associadas a Borobudur. Segundo o Babad Tanah Jawi ("História de Java"), o monumento foi fatal para Mas Dana, um rebelde que se revoltou contra o rei de Mataram Pakubuwono I em 1709. O monte "Redi Borobudur" foi cercado e os rebeldes foram derrotados e condenados à morte pelo rei. Na Babad Mataram ("História do Reino de Mataram"), o monumento é associado à má sorte do príncipe Monconagoro, herdeiro do Sultanato de Jogjacarta. Apesar das visitas a Borobudur serem tabu, o príncipe levou "o cavaleiro que estava preso numa jaula" (uma estátua numa das estupas perfuradas) e quando regressou ao seu palácio adoeceu, morrendo um dia depois, em 1757.

### Redescoberta

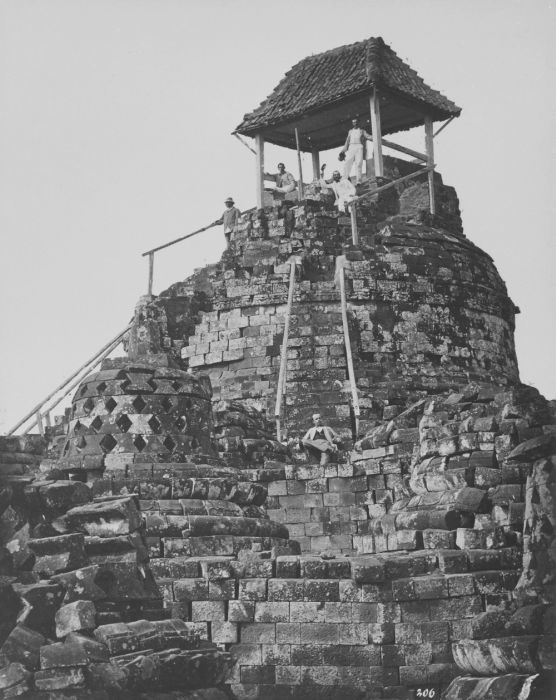
A estupa do cimo do templo em meados do século XIX, com uma varanda de madeira instalada por cima

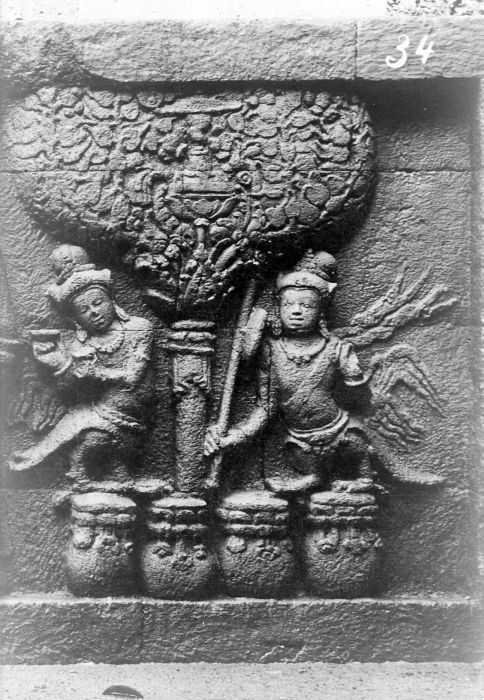
Fotografia de 1890–1891 de parte do painel de relevos nº 147 da "fundação escondida" do templo

A seguir à invasão britânica, Java ficou sob administração britânica entre 1811 e 1816. O governador nomeado foi Thomas Stamford Raffles, que se interessou vivamente pela história da ilha. Colecionou antiguidades javanesas e tomou notas, através de contactos com os locais durante a volta que fez à ilha. Quando esteve em Semarang em 1814, Raffles foi informado da existência de um grande monumento nas profundezas da selva perto da aldeia de Bumisegoro. Não tendo logrado descobrir o monumento, o governador mandou H.C. Cornelius, um engenheiro holandês investigar a sua localização. Durante dois meses, Cornelius e um grupo de 200 homens cortaram árvores, deitaram fogo a vegetação e escavaram a terra para revelar o monumento. Devido ao risco de colapso, não pôde desenterrar todas as galerias. Reportou as suas descobertas a Raffles, incluindo vários desenhos no relatório. Apesar da descoberta de Borobudur ter sido descrita por Raffles em apenas algumas frases, o governador britânico é apontado como o responsável pela recuperação do monumento e é a ele que se deve a atenção mundial que ele recebeu.
Hartmann, um administrador colonial holandês da região de Kedu, deu seguimento aos trabalhos de Cornelius e em 1835 todo o complexo foi finalmente desenterrado. O interesse de Hartmann era mais pessoal do que oficial. Não escreveu quaisquer relatórios das suas atividades, nem sequer da alegada descoberta de uma grande estátua de Buda na estupa principal. Hartmann investigou a abóbada central, mas desconhece-se o que lá descobriu e a estupa principal ainda hoje está vazia.
Posteriormente, o governo das Índias Orientais Holandesas encarregou de estudar o monumento F.C. Wilsen, um oficial de engenharia holandês. Wilsen desenhou centenas de esboços de relevos. J.F.G. Brumund também foi encarregado de fazer um estudo detalhado do monumento, que terminou em 1859. O governo pretendia publicar um artigo baseado no estudo de Brumund que incluía os desenhos de Wilsen, mas Brumund recusou-se a cooperar. O governo nomeou então outro académico, C. Leemans, que compilou uma monografia baseada nos trabalhos de Brumund e de Wilsen. A primeira monografia com um estudo detalhado de Borobudur foi publicada em 1873, a qual foi traduzida para francês um ano depois. A primeira fotografia do monumento foi tirada em 1872 pelo gravador holandês-flamengo Isidore van Kinsbergen.
Lentamente, o sítio foi-se tornando conhecido. Durante algum tempo foi usado para recolher recordações, sendo também uma fonte de rendimento para ladrões. Em 1882, o inspetor-chefe dos bens culturais das Índias Orientais Holandesas recomendou que Borobudur fosse demolido e que os relevos fossem transferidos para museus devido às condições instáveis do monumento. O governo encarregou então o arqueólogo Groenveldt de realizar um estudo aprofundado do sítio e avaliar as reais condições do complexo. No seu estudo, Groenveldt concluiu que os receios de colapso eram injustificados e recomendou que o monumento fosse conservado intacto.
Devido à caça de "recordações", parte das esculturas foram pilhadas. Algumas dessas pilhagens foram feitas com o consentimento do governo colonial. Em 1896, o rei do Sião (atual Tailândia) Chulalongkorn visitou Java e foi autorizado a levar de Borobudur quatro carroças carregadas de esculturas. Estas incluíam trinta peças retiradas de painéis de relevos, cinco estátuas de Buda, dois leões, uma gárgula, vários motivos kala das escadarias e portões, além de uma imagem de um dvarapala (guardião). Vários destas peças, nomeadamente os leões, a kala, uma makara e bicas de água gigantes estão atualmente em exposição na sala de arte javanesa do  Museu Nacional de Banguecoque.

### Restauro

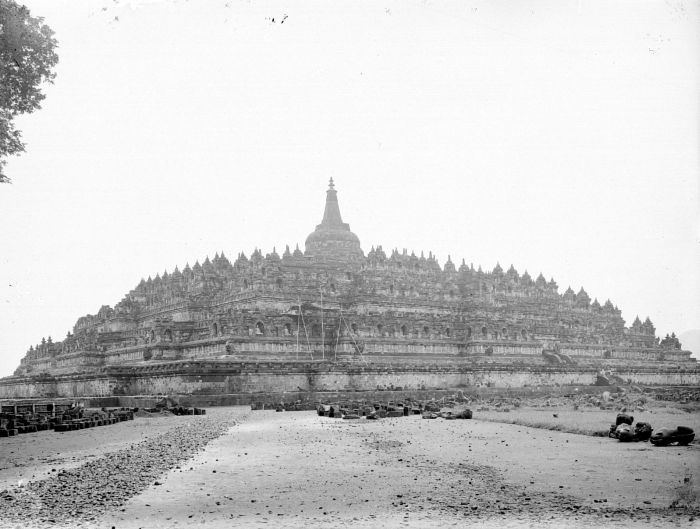
O templo depois do restauro de Theodor van Erp terminado em 1911, onde se pode ver o o pináculo ' que depois foi removido

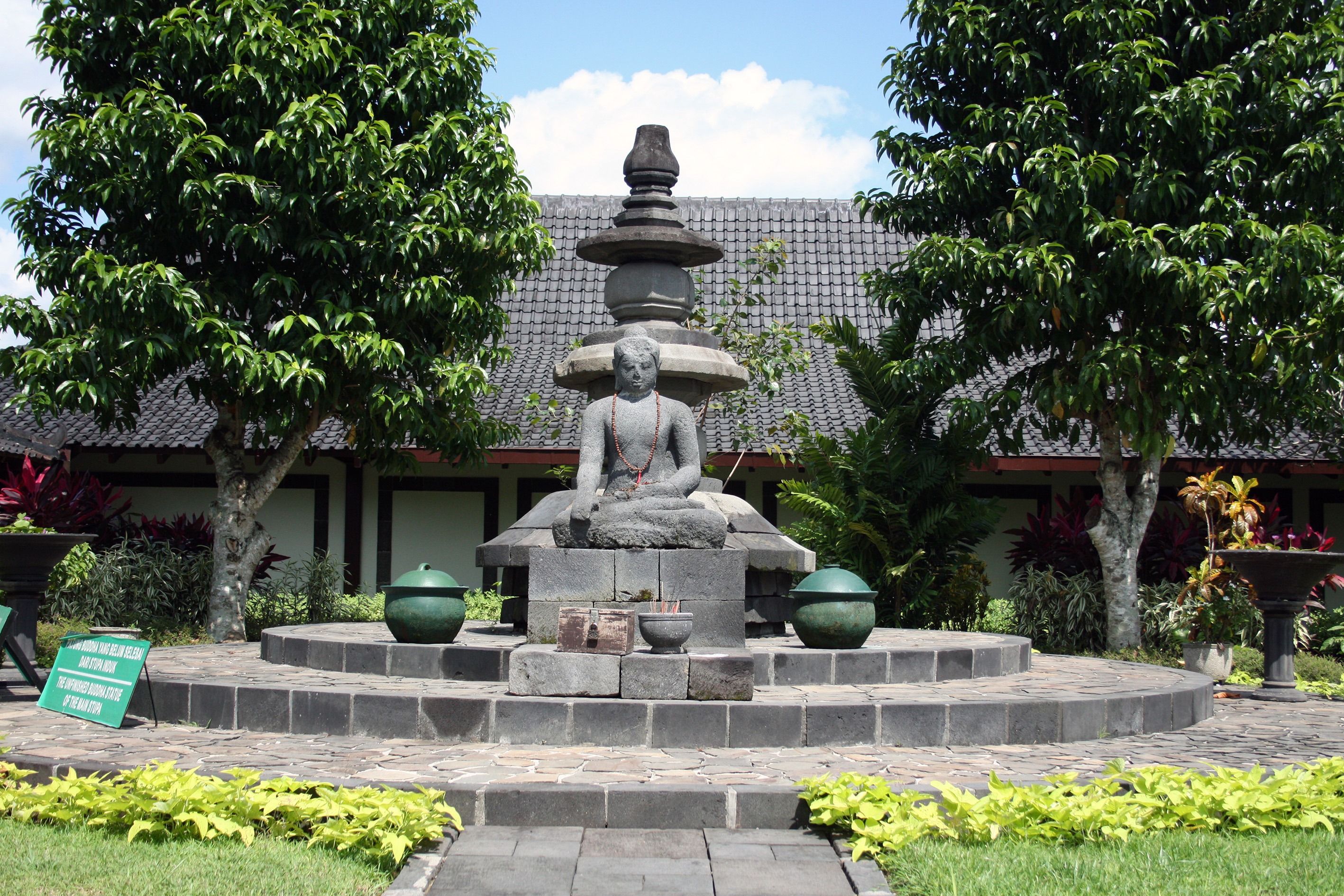
O chamado "Buda Inacabado", no. Atrás dele encontra-se a chatra removida do cimo do templo

Borobudur atraiu ainda mais a atenção do mundo em 1885 quando Yzerman, o presidente da Sociedade Arqueológica em Jogjacarta, descobriu as chamadas "fundações escondidas". Em 1890–1891 foram feitas fotografias que revelaram relevos nessas fundações. A descoberta levou o governo colonial a tomar medidas para salvaguardar o monumento. Em 1900 foi constituída uma comissão formada por três oficiais para avaliar o monumento: Brandes, um historiador de arte, Theodoor van Erp, um oficial de engenharia do exército holandês e Van de Kamer, um engenheiro civil do Departamento de Obras Públicas. Em 1902, essa comissão apresentou ao governo uma proposta de plano de recuperação que tinha três fases. Na primeira fase seriam eliminados os riscos mais prementes, através da reconstrução das esquinas, remoção das pedras que ameaçavam as partes adjacentes, reforço das primeiras balaustradas e restauro de vários nichos, arcos, estupas e abóbada principal. Na segunda fase, após rodear os pátios com muros, seriam levados a cabo trabalhos de manutenção e o sistema de drenagem deveria ser melhorado restaurando os pisos e canalizações. Na terceira fase, seriam removidas todas as pedras soltas, o monumento deveria ser limpo até às primeiras balaustradas, as pedras desfiguradas seriam retiradas e a abóbada principal seria restaurada. O custo total das obras era estimado em 48 800 florins holandeses.
As obras de restauro decorreram entre 1907 e 1911, sob a direção de Theodor van Erp, seguindo os princípios da anastilose. Os primeiros sete meses dos trabalhos foram ocupados com escavações das áreas em volta do monumento para encontrar as cabeças de Buda e painéis de pedra em falta. As três plataformas circulares superiores e as estupas foram desmanteladas e reconstruídas. Durante as obras, Van Erp descobriu mais coisas que poderiam ser feitas para melhorar as condições do monumento. Para tal, fez outra proposta de obras adicionais, no valor de 34 600 florins, a qual foi aprovada. À primeira vista, foi devolvida a Borobudur a sua antiga glória, mas Van Erp foi mais longe e reconstruiu cuidadosamente o pináculo em forma de chatra (sombrinha com três níveis) do cimo da estupa principal. Contudo, a chatra foi depois desmantelada por Van Erp, alegando que não havia pedras originais suficientes para a reconstrução do pináculo, pelo que o seu aspeto original era e é desconhecido. O chatra desmantelado está atualmente guardado no Museu Karmawibhangga, situado a algumas centenas de metros do templo.
Devido ao orçamento limitado, o restauro dirigido por Van Erp focou-se principalmente na limpeza das escultura e os problemas de drenagem não foram resolvidos. Passados 15 anos, as paredes das galerias estavam a ceder e os relevos tinham novas rachas e sinais de deterioração. No restauro foi usado cimento do qual foram lixiviados sais alcalinos e hidróxido de cálcio que foram transportados para o resto da construção. Isso causou problemas, que levaram a que se tornasse urgente uma nova intervenção.

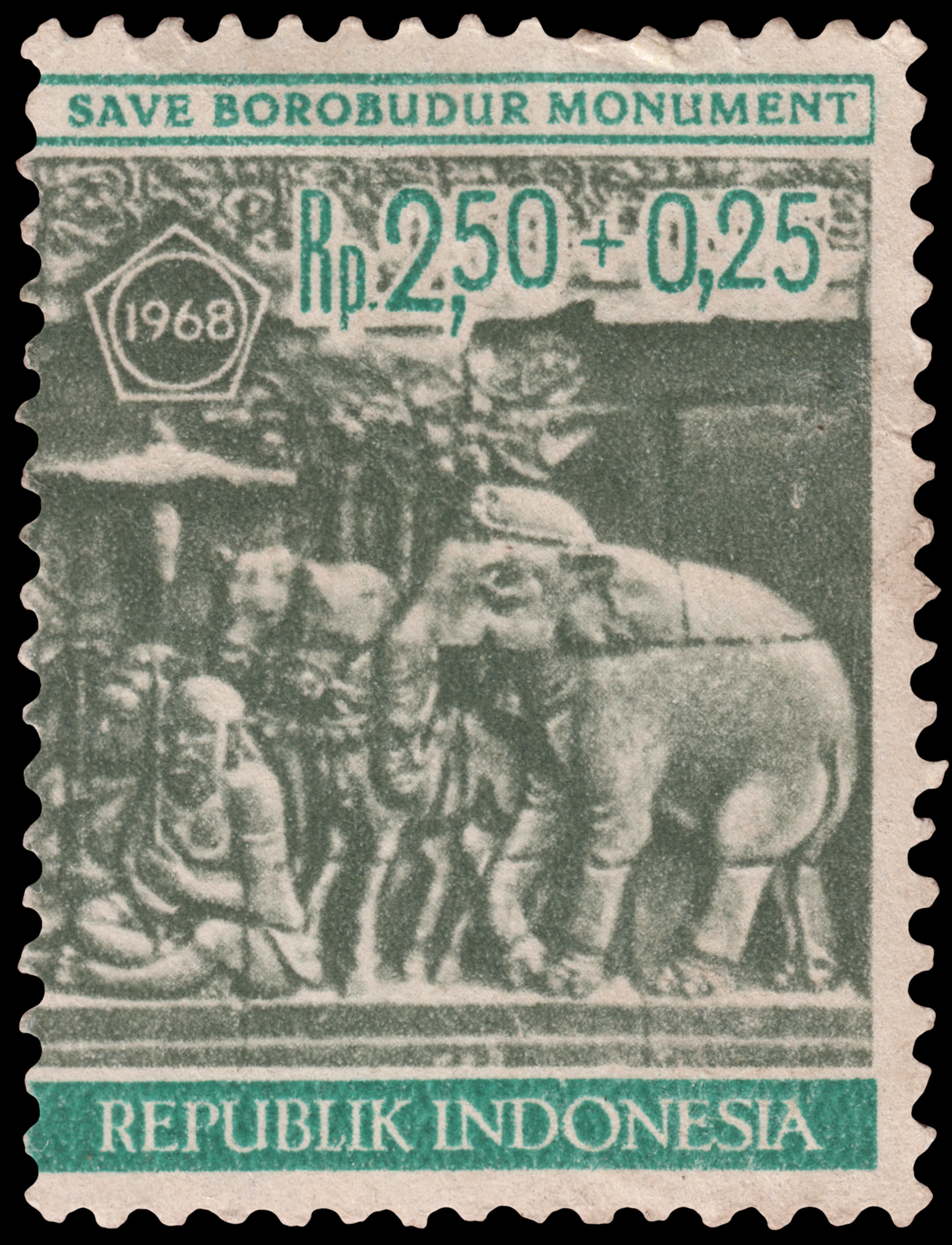
Selo postal indonésio de 1968 promovendo a campanha "Save Borobudur"

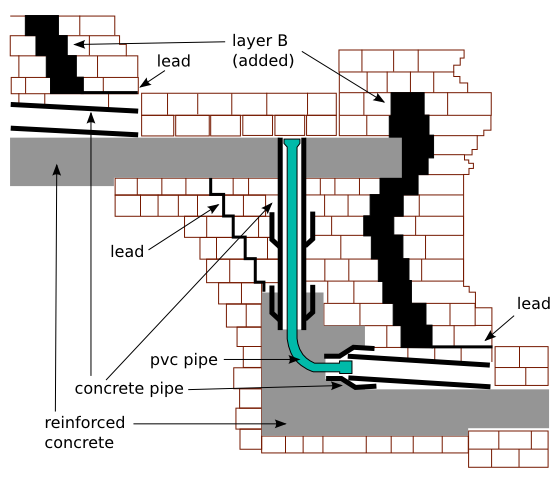
Durante as obras de retauro de 1973 foram incorporadas canalizações de cimento e PVC para melhorar o sistema de drenagem

Foram efetuados vários restauros de pequena monta, que não foram suficientes para uma proteção completa. Durante a Segunda Guerra Mundial e a Revolução Nacional da Indonésia, não houve restauros e o monumento foi ainda mais afetado pelo clima e pelos problemas de drenagem, o que fez com que o núcleo de terra do interior do templo se expandisse, fazendo pressão sobre a estrutura de pedra e inclinando as paredes. Na década de 1950 havia partes de Borobudur em sério risco de colapso. Em 1965, a Indonésia pediu conselho à UNESCO sobre a forma de enfrentar a progressiva ruína de Borobudur e outros monumentos. Em 1968, o professor Soekmono, então à frente do Serviço Arqueológico da Indonésia, lançou a campanha "Save Borobudur", com o objetivo de organizar um projeto de restauro em larga escala.
No final da década de 1960, o governo indonésio pediu ajuda à comunidade internacional para levar a cabo obras de renovação para proteger o monumento. Em 1973, foi criado uma plano para restaurar Borobudur. Entre 1975 e 1982 foi levado a cabo pelo governo indonésio e pela UNESCO um grande projeto de restauro completo do monumento. Durante as obras foram desmanteladas e removidas mais de um milhão de pedras, que foram colocadas de lado como se fossem um puzzle gigante, para serem individualmente identificadas, catalogadas, limpas e tratadas para serem preservadas. Borobudur tornou-se um local de testes de novas técnicas de conservação, que incluíram novos procedimentos para combater os microorganismos que atacam a pedra. As fundações foram estabilizadas e todos os 1 460 painéis foram limpos. O restauro envolveu o desmantelamento das cinco plataformas quadradas e o melhoramento da drenagem através da incorporação de canais de água no monumento. O projeto colossal envolveu cerca de 600 pessoas e um custo total de quase sete milhões de dólares.
Em 1991, depois da renovação ter sido concluída, a UNESCO inscreveu Borobudur na lista do Património Mundial, nos critérios i ("representar uma obra-prima do génio criativo humano"), ii ("mostrar um intercâmbio importante de valores humanos, durante um determinado tempo ou em uma área cultural do mundo, no desenvolvimento da arquitetura ou tecnologia, das artes monumentais, do planeamento urbano ou do desenho de paisagem") e vi ("estar diretamente ou tangivelmente associado a eventos ou tradições vivas, com ideias ou crenças, com trabalhos artísticos e literários de destacada importância universal").

### Eventos contemporâneos

#### Cerimónias religiosas
Desde as grandes obras de restauro financiadas pela UNESCO que Borobudur voltou a ser um local de culto e de peregrinação. Uma vez por ano, durante a Lua Cheia de maio ou junho, os budistas indonésios celebram o Vesak (em indonésio: Waisak), que comemora o nascimento, morte e o instante em que Sidarta Gautama alcançou o mais alto nível de sabedoria e se tornou o Buda Sakyamuni. O Vesak é um feriado nacional da Indonésia e as principais cerimónias ocorrem nos três templos do chamado conjunto de Borobudur, com os fiéis percorrendo a pé o caminho entre Mendut, Pawon e Borobudur.

#### Turismo

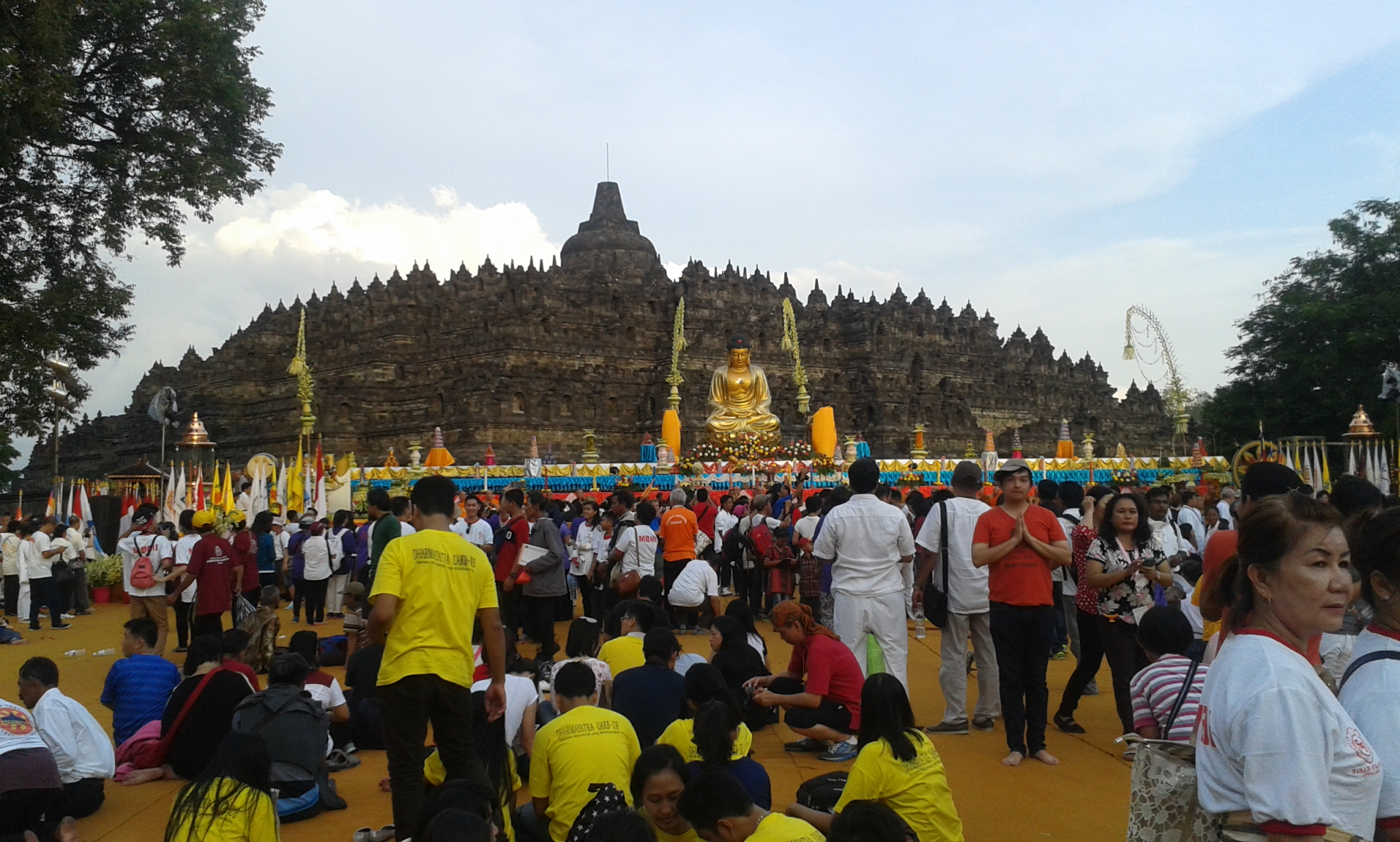
Celebração do festival budista Vesak em 2 de junho de 2015

Borobudur é a atração turística mais visitada da Indonésia. Em 1974 foi visitada por 260 000 turistas, dos quais 36 000 eram estrangeiros. Em meados dos anos 1990, o número de visitantes tinha crescido para 2,5 milhões, dos quais 20% eram estrangeiros. Contudo, o desenvolvimento turístico tem sido criticado por não ter em conta a comunidade local, o que ocasionalmente causa conflitos. Em 2003, residentes e pequenos empresários locais organizaram vários encontros e protestos contra o plano do governo provincial de construir um centro comercial com três andares, chamado "Java World".
O parque arqueológico de Borobudur recebeu vários prémios de turismo, como o PATA Grand Pacific Award 2004, PATA Gold Award 2011 e PATA Gold Award 2012. Em junho de 2012, Borobudur foi registado no Guinness World Records como o maior templo budista do mundo.

#### Conservação

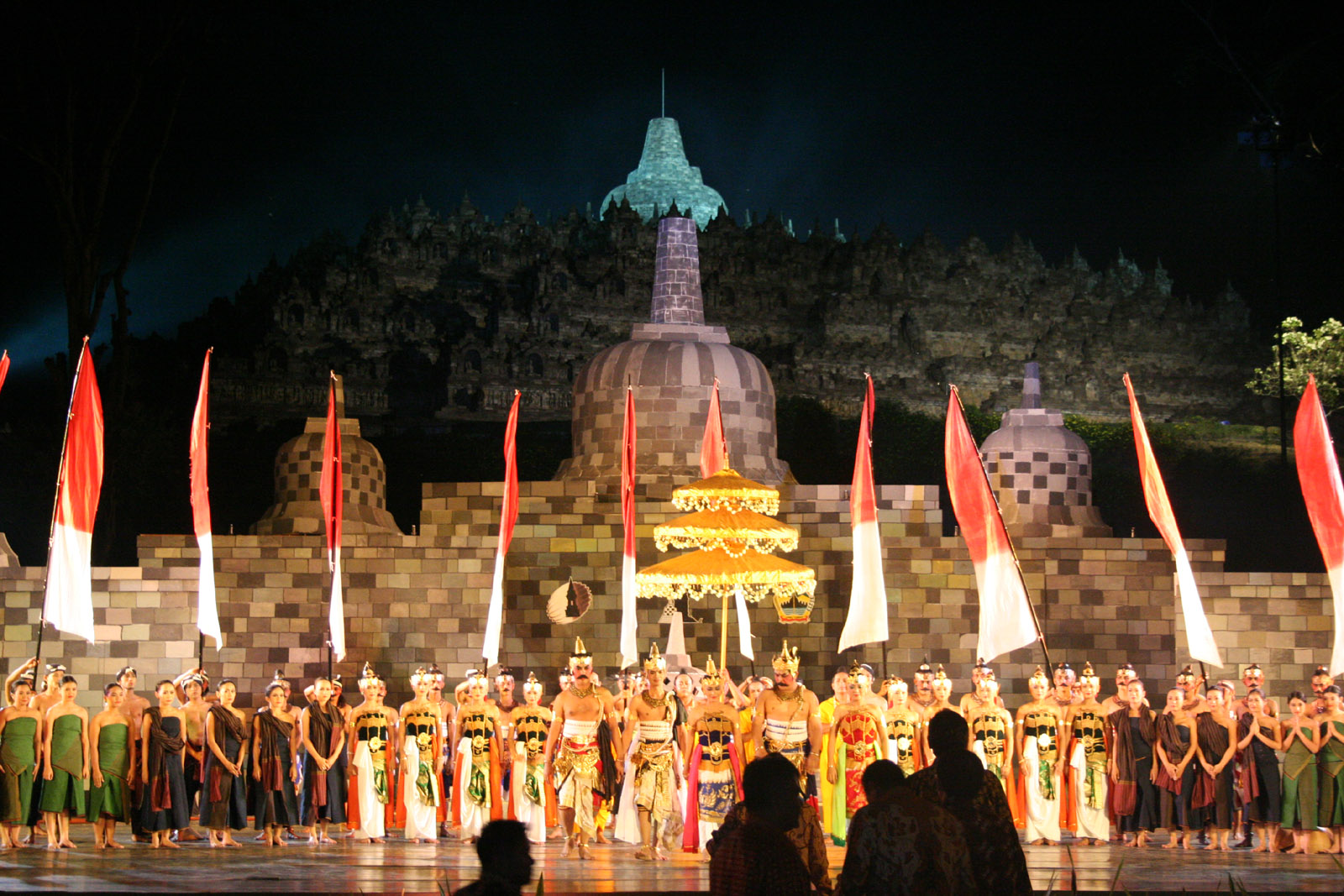
Espetáculo de dança em Borobudur durante o simpósio Trail of Civilizations, realizado em 2006

A UNESCO identificou três aspetos principais a ter em conta na conservação do monumento: vandalismo por visitantes; erosão do solo na parte sudeste; análise e restauro de elementos em falta. A terra mole, os numerosos sismos e fortes chuvas originam a desestabilização da estrutura. Os sismos são, de longe, o fator mais importante, pois provocam a queda de pedras e o colapso de arcos, além de que as ondas sísmicas afetam diretamente as estruturas. A popularidade crescente do templo atrai cada vez mais visitantes, a maior parte deles da Indonésia. Não obstante os sinais de aviso existentes em todos os níveis exortando a não tocar em nada, os avisos sonoros regulares através de altifalantes e da presença de guardas, o vandalismo nos relevos e estátuas é uma ocorrência comum preocupante. Em 2009 não havia qualquer sistema para limitar o número de entradas autorizadas diariamente ou planos para que as visitas fossem obrigatoriamente guiadas.
O elevado número de visitantes que usam as escadas estreitas de Borobudur tem causado grave desgaste dos degraus de pedra, erodindo a superfície e tornando os degraus mais finos e mais lisos. No total, o monumento tem 2 033 degraus de pedra, espalhados pelas quatro direções cardinais. Em 2014, cerca de metade dos degraus (1 028) estavam severamente danificados.
Para evitar mais danos, desde novembro de 2014 que duas das secções principais das escadarias — a oriental (ascendente) e norte (descendente)  — estão cobertas por estruturas de madeira, uma medida também adotada em Angkor Wat, no Camboja, e nas pirâmides egípcias. Em março de 2015, o Centro de Conservação de Borobudur propôs que os degraus fossem cobertos com borracha e há ainda propostas para que os visitantes passem a usar sandálias especiais.

#### Erupções do monte Merapi em 2010

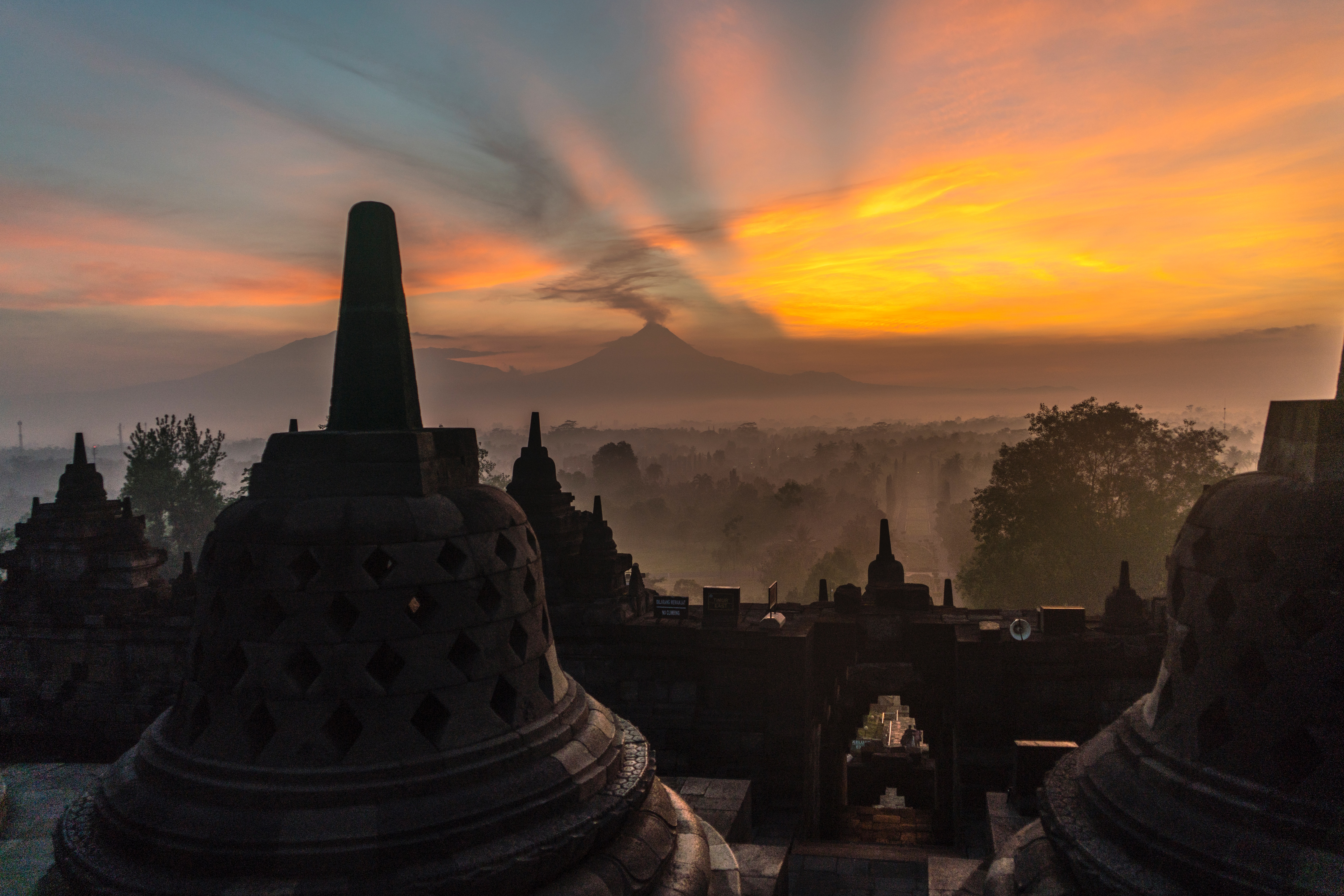
Vista do nascer do sol desde o templo. Ao fundo, ao centro, avista-se o vulcão fumegante Merapi.

Borobudur foi gravemente afetado  em outubro e novembro de 2010 pelas erupções do monte Merapi, situado aproximadamente 28 km a sudoeste-oeste do monumento. Durante a erupção de 3 a 5 de novembro, as estátuas do templo ficaram cobertas por uma camada de cinza vulcânica que chegou a ter 2,5 cm de espessura. A cinza matou também a vegetação vizinha e os especialistas recearam que a cinza ácida provocasse danos ao edifício. O complexo foi encerrado ao público entre 5 e 9 de novembro para limpar a cinza.

Mapa de estradas da região entre Jogjacarta e Borobudur, com a localização do monte Merapi

A UNESCO doou três milhões de dólares para cobrir parte dos custos de reabilitação de Borobudur depois das erupções. Mais de 55 000 blocos de pedra da estrutura do templo foram desmantelados para reparar o sistema de drenagem, o qual foi entupido por lama depois da chuva.
Em janeiro de 2012, o monumento foi estudado por dois especialistas alemães em conservação de construções em pedra, que fizeram recomendações sobre a conservação a longo prazo. Em junho, a Alemanha doou 130 000 dólares à UNESCO para a segunda fase da reabilitação, a qual incluiu a colaboração de seis especialistas em conservação de pedra, microbiologia, engenharia estrutural e engenharia química, que deram formação ao pessoal do governo indonésio e a jovens especialistas em conservação.
Em fevereiro de 2014, várias atrações turísticas das regiões de Jogjacarta e Java Central, incluindo Borobudur, Prambanan e Ratu Boko, foram encerradas ao público após terem sido severamente afetadas pela cinza vulcânica provocada pela erupção do vulcão Kelud que começou em 13 de fevereiro com uma explosão que se ouviu em Jogjacarta, situada a 200 km de distância do vulcão. As estupas e estátuas de Borobudur foram cobertas para serem protegidas das cinzas.

#### Ameaças à segurança
Em 21 de janeiro de 1985, nove estupas foram severamente danificadas por um atentado terrorista à bomba. No ano seguinte, dois membros do grupo extremista islâmico responsável pelo atentado foram condenados a 20 anos de prisão e um terceiro a 13 anos. Em 1991, um pregador muçulmano cego Husein Ali al Habsyie, foi condenado a prisão perpétua por ter organizado uma série de atentados bombistas na década de 1980, incluindo o de Borobudur.
Em maio de 2006, Borobudur não foi afetado pelo um sismo de 6,2 de magnitude que atingiu a costa sul de Java Central, causando graves danos na região e mortos na cidade de Jogjacarta.
Em agosto de 2014, as forças de segurança indonésias apertaram a segurança em Borobudur e às suas vizinhanças como precaução a uma ameaça publicada nos meios de comunicação social pelo auto-proclamado ramo indonésio do Daexe, segundo a qual os terroristas tinham planos para destruir Borobudur e outros locais da Indonésia com estátuas, consideradas idólatras segundo as interpretações mais radicais do islão. O reforço das medidas de segurança incluíram a reparação e ampliação do sistema de videovigilância e patrulhamento noturno no interior e em volta do complexo.

## Arquitetura

Planta de Borobudur, em forma de mandala

As escavações arqueológicas em Borobudur durante a reconstrução sugerem que fiéis do hinduísmo ou de uma religião pré-indiana tinham começado a construir uma grande estrutura na colina de Borobudur antes de budistas se terem apropriado do local. As fundações não se assemelham às de quaisquer outras estruturas sagradas hindus ou budistas, o que leva os especialistas a considerar a estrutura original mais indígena javanesa do que hindu ou budistas.

### Planta
Borobudur está construído como uma grande estupa única e, quando visto de cima, tem a forma de uma mandala do budismo tântrico, que representa simultaneamente a cosmologia budista e a natureza da mente. As fundações originais formam um quadrado com aproximadamente 118 metros de lado. Tem nove plataformas, dos quais as seis inferiores são quadradas e as três superiores são circulares. Na plataforma mais alta há 72 pequenas estupas em volta de uma grande estupa central. As estupas têm forma de sino oco e têm numerosos orifícios decorativos. No interior das estupas há estátuas de Buda sentado.
Borobudur tem a forma de uma pirâmide de degraus. As populações austronésias pré-históricas construíram vários monumentos megalíticos com a forma de outeiros artificiais de terra e pirâmides de degraus chamadas punden berundak, como as descobertas em Pangguyangan, Cisolok e Gunung Padang. A construção de pirâmides de degraus baseia-se nas crenças nativas que montanhas e locais altos são o lar de espíritos ancestrais ou hyangs. A forma básica de Borobudur é a de um punden berundak, que se acredita ser a continuação da antiga tradição megalítica com incorporação de conceitos e símbolos do budismo maaiana.

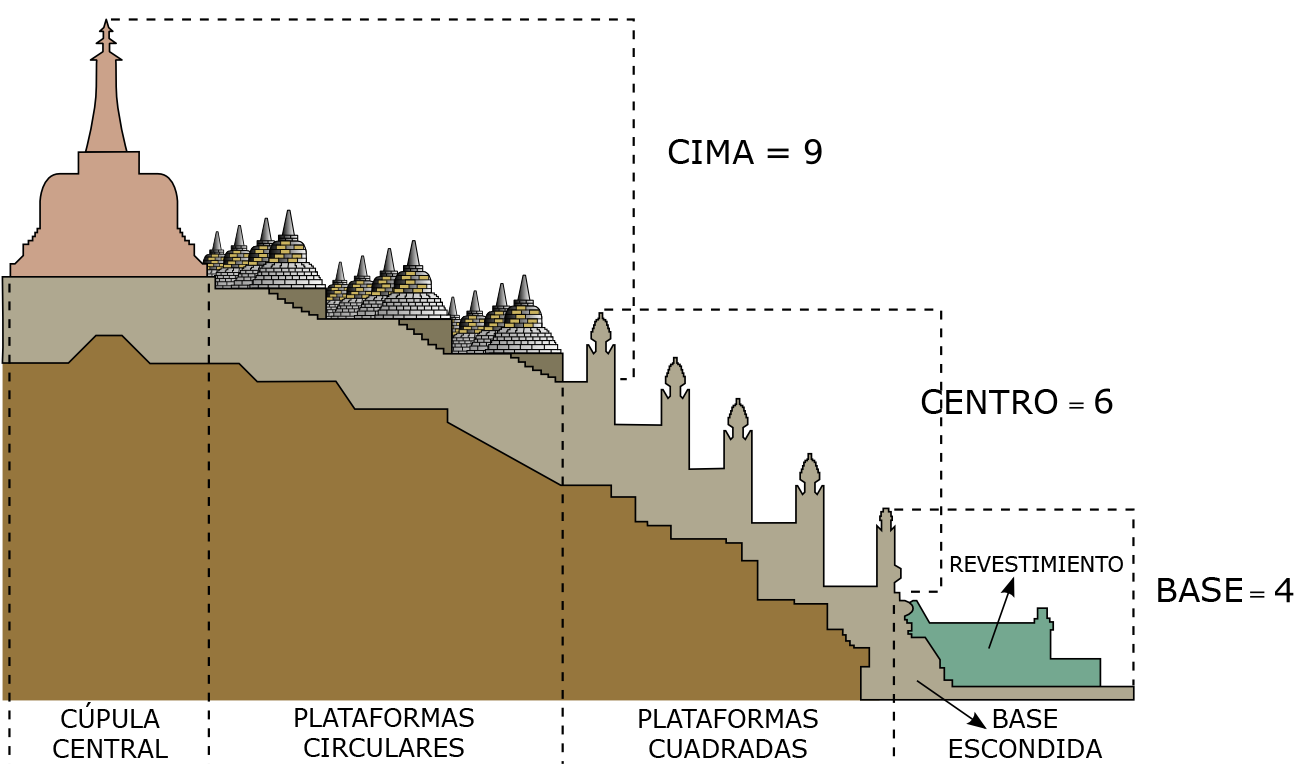
Perfil vertical do templo, com a proporção 4:6:9, respetivamente para a base, centro e cimo

As três divisões do monumento simbolizam os três "domínios" da cosmologia budista, nomeadamente o Kamadhatu ("mundo do desejo"), o Rupajhana ("mundo das formas") e o Arupajhana ("mundo sem formas"). Os seres conscientes passam as suas vidas no nível mais baixo, no mundo do desejo. Aqueles que renunciam a todo o desejo de existência continuada deixam o mundo do desejo e vivem sós no mundo das formas: vêm formas mas não são atraídos por elas. Por último, os Budas vão além da forma e experienciam a realidade no seu nível mais puro e mais fundamental, o oceano sem forma do nirvana.
A libertação do ciclo da Samsara, onde as almas iluminadas deixam de ser atraídas para a forma mundana corresponde ao conceito de Sunyata, o vazio completo ou não existência do eu (Anatta). O Kamadhatuestá representado na base, o Rupadhatu pelas cinco plataformas quadradas (o corpo) e o Arupadhatu pelas três plataformas circulares e pela grande estupa do topo. As caraterísticas arquiteturais entre os três estágios têm diferenças metafóricas. Por exemplo, as formas quadradas e decoração detalhada no Rupadhatu não se encontra nas plataformas circulares lisas do Arupadhatu para representar como o mundo das formas, onde os homens ainda estão ligados a formas, muda para para o mundo dos sem formas.

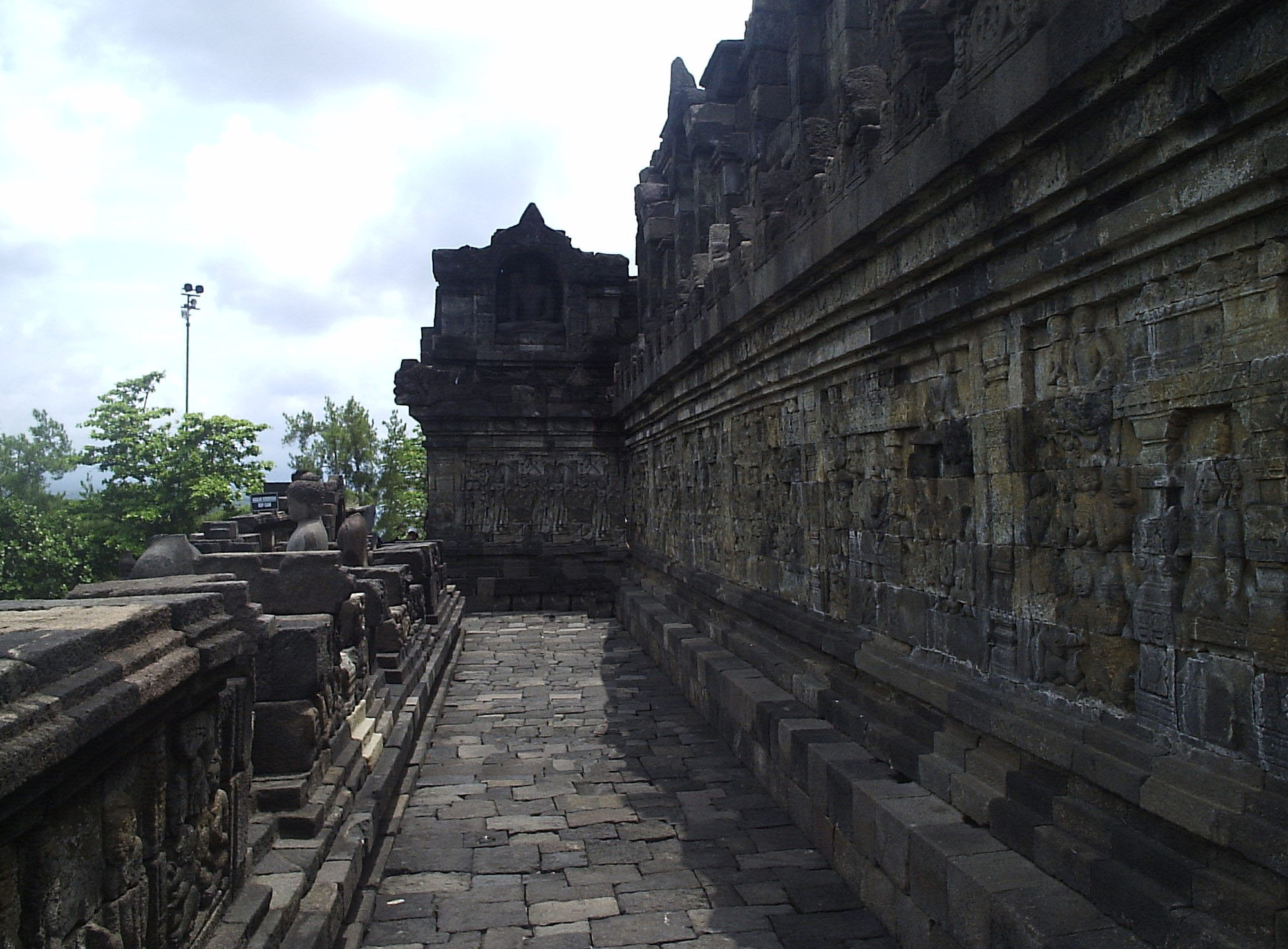
Corredor com relevos esculpidos nas paredes

O culto congregacional em Borobudur é realizado numa peregrinação. Os peregrinos são guiados pelo sistema de escadarias e corredores que sobem até à plataforma do cimo. Cada plataforma representa um estágio da iluminação. O caminho que guia os peregrinos foi desenhado para simbolizar a cosmologia budista.
Em 1885, foi descoberta acidentalmente uma estrutura escondida sob a base. Esta chamada "fundação escondida" contém relevos, dos quais 160 são narrativas que descrevem o Kamadhatu. Os restantes relevos são painéis com inscrições curtas que aparentemente contêm instruções para os escultores, ilustrando as cenas que deveriam ser esculpidas. A base real está escondida por outra base "de revestimento" cujo propósito permanece desconhecido. Pensava-se que a base real tinha sido coberta para prevenir o abaixamento desastroso do edifício na colina. Segundo uma teoria mais recente, a base de revestimento teria sido adicionada porque a fundação original escondida tinha sido desenhada incorretamente, em desacordo com o Vastu shastra, o antigo livro indiano sobre arquitetura e urbanismo. Independentemente da razão subjacente à sua construção, a base de revestimento foi construída segundo um desenho detalhado e meticuloso, com considerações estéticas e religiosas.

### Estrutura da construção
Na construção do monumento foram usados cerca de 55 000 m³ de andesito, retirados das pedreiras vizinhas. A rocha foi talhada à medida, transportada para o local e colocada sem argamassa. Para juntar os blocos de pedra foram usados entalhes. Os telhados das estupas, nichos e arcadas foram construídas com o método de arco falso. Os relevos foram criados in situ depois da construção estar completa.

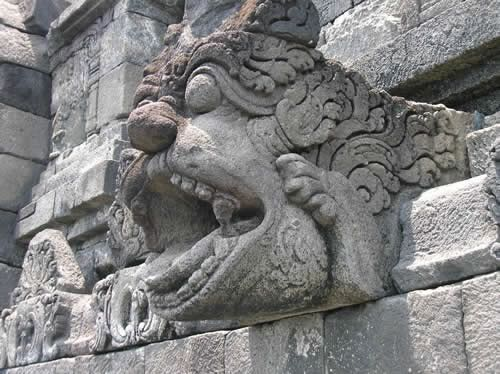
Gárgula em forma de makara

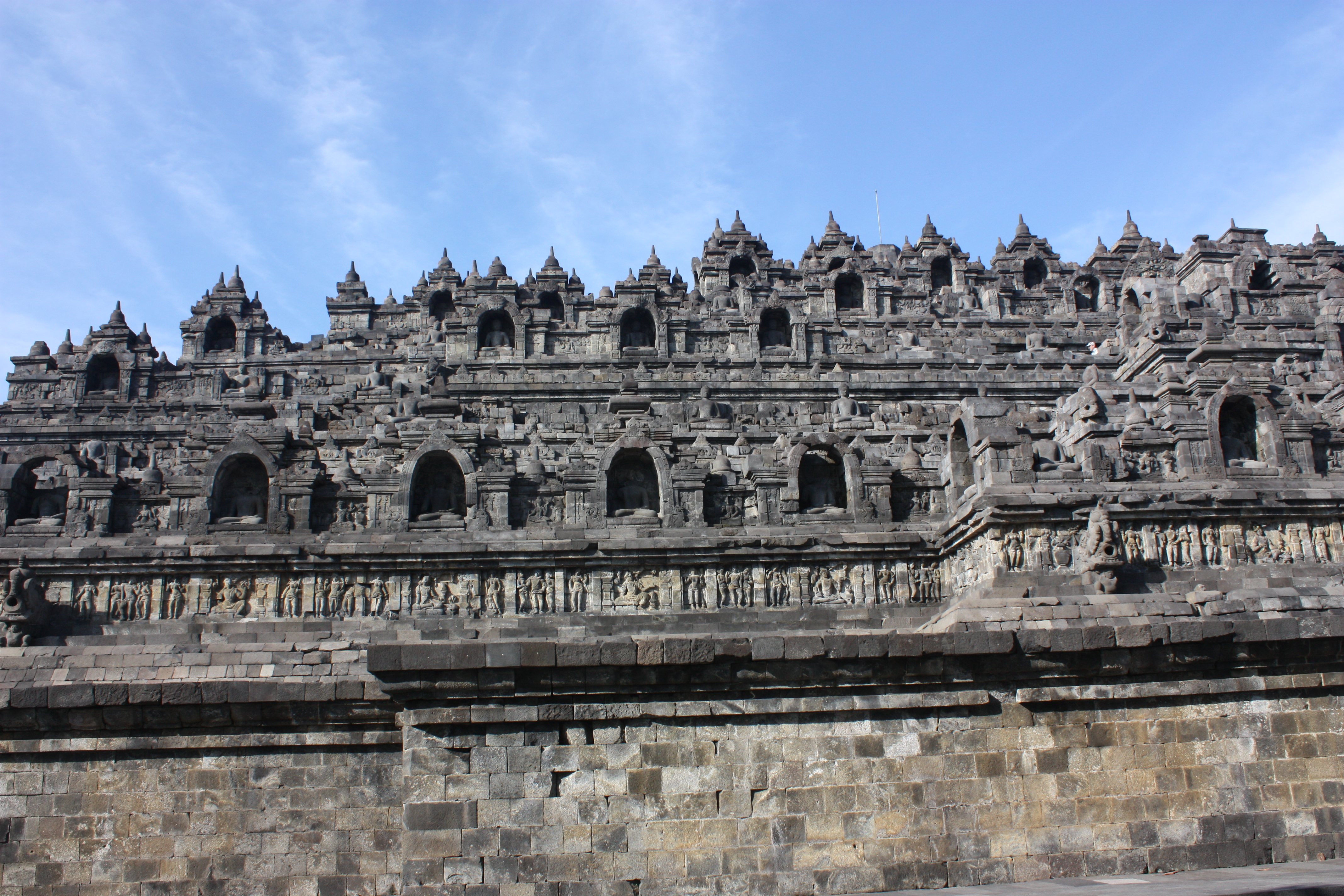
Vista desde baixo de um lados do templo

O monumento está equipado com um bom sistema de drenagem para fazer face à elevada precipitação na área. Para prevenir inundações, há 100 bicas instaladas em cada esquina, cada uma delas esculpida com um gárgula única, com a forma de makaras gigantes (criaturas marinhas da mitologia hindu). Borobudur difere marcadamente do desenho comum de outras estruturas religiosas hindus e em vez de ter sido construído numa superfície plana, situa-se numa colina natural. Contudo, a técnica de construção é similar à de outros templos de Java. Devido a não ter os espaços interiores existentes noutros templos e à forma genérica de uma pirâmide, pensou-se inicialmente que Borobudur que fosse provável que o monumento tivesse servido como estupa em vez de templo propriamente dito. Uma estupa tem como objetivo ser um santuário para o Buda e por vezes é construída apenas como símbolo de devoção do budismo. Por outro lado, um templo é usado como casa de oração. Contudo, a complexidade meticulosa do desenho de Borobudur sugere que o edifício foi de facto um templo.
Sabe-se muito pouco sobre Gunadharma, o arquiteto do complexo. O seu nome aparece em contos do folclore javanês, mas não em inscrições. A unidade básica de medida usada durante a construção era a tala, definida como o comprimento entre a franja do cabelo na testa e o queixo ou entre a extremidade do dedo médio e a extremidade do polegar quando ambos os dedos estão esticados. A medida é relativa, variando conforme o indivíduo, mas o monumento apresenta medidas exatas. Um levantamento realizado em 1977 revelou casos frequentes de uso da proporção 4:6:9 no monumento. O arquiteto usou a fórmula para calcular as dimensões precisas do fractal e geometria autossimilar da planta de Borobudur. Esta proporção também está presente nas plantas dos templos budistas vizinhos de Pawon e Mendut. Alguns arqueólogos consideram que a proporção 4:6:9 e a tala possam ter significados astronómicos e cosmológicos, como acontece em Angkor Wat, no Camboja.
A estrutura principal pode ser dividida em três componentes: base, corpo e topo. A base tem 123 por 123 metros e paredes com 4 m de altura. O corpo é constituído por cinco plataformas ou terraços quadrados, cuja altura diminui à medida que se sobe; ou seja: as de baixo são mais altas do que as de cima. A primeira plataforma está recuada 7 m em relação à beira da base. As restantes plataformas estão recuadas dois metros, formando um corredor estreito em cada andar. O topo é constituído por três plataformas circulares, todas elas com estupas perfuradas dispostas em círculos concêntricos. Há uma abóbada no centro do último andar. O cimo dessa abóbada é o ponto mais alto do monumento: 35 m acima do solo. No meio de cada um dos quatro lados há escadarias que dão acesso ao cimo do monumento, com várias portas em arco guardadas por 32 estátuas de leões. As portas estão decoradas com cabeças de kalas esculpidas no cimo de cada uma delas e por makaras que se projetam em cada um dos lados. Este motivo kala-makara é usual nas portas dos templos javaneses, A entrada principal é no lado oriental, onde se encontram os primeiros relevos narrativos. As escadarias nas encostas da colina também ligam o monumento à planície situada abaixo.

## Relevos

Posição dos baixos-relevos narrativos de Borobudur

A decoração dos diversos terraços de Borobudur é mais exuberante nos níveis inferiores, diminuindo à medida que se sobe, sendo praticamente inexistente nos terraços circulares Arupadhatu. As esculturas das paredes dos primeiros quatro terraços são consideradas as mais elegantes e graciosas do antigo mundo budista.
Os baixos-relevos de Borobudur representam muitas cenas da vida quotidiana da Java do século VIII, desde a vida no palácio real até à vida do povo comum nas aldeias, passando pelos eremitas da floresta. Há representações de templos, mercados, flora, fauna e arquitetura vernacular. As pessoas representadas são reis, rainhas príncipes, nobres, cortesãos, seres mitológicos budistas, como deuses, asuras, bodisatvas, kinnaras, gandharvas e apsarás. As imagens dos baixo-relevos de Borobudur foram muitas vezes usadas como referência por historiadores em estudos de arquitetura, armamento, economia, vestuário e transportes do século VIII no Sudeste Asiático Marítimo. Um dos relevos mais famosos do monumento é uma embarcação do século VIII conhecido como o navio de Borobudur. Esse relevo foi usado para construir um navio que em 2004 navegou entre a Indonésia e África. No Museu Samudra Raksa, situado algumas centenas de metros a norte de Borobudur, está em exposição uma réplica desse navio.
Os baixos-relevos de Borobudur seguem a estética indiana, nomeadamente nas poses e gestos, que têm certos significados e valores estéticos. Os relevos de nobres, reis e seres divinos, como apsarás, taras e bodisatvas são normalmente retratados na pose tribhanga, a pose de três curvas no pescoço, quadris e joelhos, com uma perna em descanso e a outra sustentando o peso do corpo. Esta posição é considerada a mais graciosa, como é o caso da figura da surasundari segurando uma kumuda (flor-de-lótus).
| Localização dos painéis narrativos | Localização dos painéis narrativos | Localização dos painéis narrativos | Localização dos painéis narrativos |
| Secção                             | Localização                        | História                           | Nº painéis                         |
| ---------------------------------- | ---------------------------------- | ---------------------------------- | ---------------------------------- |
| fundação escondida                 | parede                             | Karmavibhangga                     | 160                                |
| primeira galeria                   | parede principal                   | Lalitavistara                      | 120                                |
| primeira galeria                   | parede principal                   | Jataka/Avadana                     | 120                                |
| primeira galeria                   | balaustrada                        | Jataka/Avadana                     | 372                                |
| primeira galeria                   | balaustrada                        | Jataka/Avadana                     | 128                                |
| segunda galeria                    | balaustrada                        | Jataka/Avadana                     | 100                                |
| segunda galeria                    | parede principal                   | Gandavyuha                         | 128                                |
| terceira galeria                   | parede principal                   | Gandavyuha                         | 88                                 |
| terceira galeria                   | balaustrada                        | Gandavyuha                         | 88                                 |
| quarta galeria                     | parede principal                   | Gandavyuha                         | 84                                 |
| quarta galeria                     | balaustrada                        | Gandavyuha                         | 72                                 |
| Total                              | Total                              | Total                              | 1 460                              |

Durante as escavações, foram descobertos pigmentos de azul, vermelho, verde, negro e vestígios de folhas de ouro, o que levou os arqueólogos a concluir que aquilo que atualmente é uma massa cinzenta escura de pedra vulcânica provavelmente foi outrora coberto com gesso branco varjalepa pintado com cores vivas, talvez para ensinar conceitos budistas. O mesmo gesso  varjalepa encontra-se também nos templos de Sari, Kalasan e Sewu. É provável que os baixos-relevos de Borobudur fossem originalmente bastante coloridos, antes das chuvas torrenciais terem removido os pigmentos.
Borobudur tem 2 670 painéis de baixos-relevos (1 460 narrativos e 1 212 decorativos) que cobrem as fachadas e balaustradas. O conjunto dos baixos-relevos tem 2 500 m² de superfície e distribuem-se entre a  fundação escondida e as cinco plataformas quadradas (Rupadhatu).
Os painéis narrativos contam a história de Sudhana e de Manohara (personagens do Jataka) e encontram-se agrupados em onze séries que rodeiam o monumento, ao longo de 3 000 metros. A fundação escondida contém a primeira série, com 160 painéis; as séries restantes estão distribuídas pelas paredes de balaustrada em quatro galerias, que começam na escadaria da entrada oriental. Os painéis narrativos das paredes são lidos da direita para a esquerda, enquanto que os das balaustrada são lidos da esquerda para a esquerda, o que está de acordo com o Pradaksina, o ritual de circunvolução realizado pelos peregrinos, que se movem no sentido dos ponteiros do relógio mantendo o santuário à sua direita.
Os relevos da fundação escondida representam as obras da lei do carma budista. As paredes da primeira galeria têm duas séries sobrepostas, cada uma delas composta por 120 painéis. A parte superior apresenta a biografia de Buda, enquanto que a parte inferior e as balaustradas da primeira e segunda galerias contam a história das vidas anteriores de Buda. Os restantes painéis são sobre as andanças de Sudhana na sua busca, que termina com obtenção da sabedoria perfeita.

### Lei do carma (Karmavibhangga)

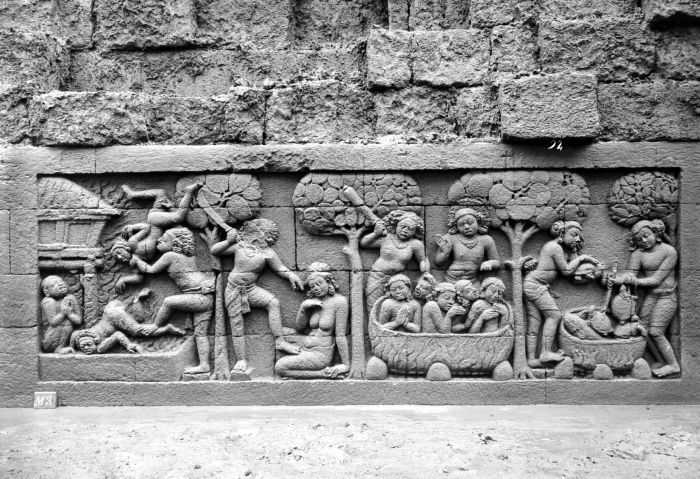
O Karmavibhangga na "base escondida". À direita é representado ato pecaminoso de matar e cozinhar tartarugas e peixes; à esquerda, os que passam a vida a matar animais são torturados no inferno, sendo cozinhados, cortados ou atirados para uma casa em chamas

Os 160 painéis da fundação escondida não formam uma história contínua, mas cada um dos painéis oferece uma ilustração completa do Pratityasamutpada ("causa e efeito"). Há representações de atividades censuráveis, desde mexericos até assassínio, com as punições correspondentes. São também representadas atividades louváveis, como caridade e peregrinação a santuários, com as respetivas recompensas. Os suplícios do inferno e os prazeres do céu são igualmente ilustrados. Há cenas da vida quotidiana, com uma panorâmica completa da samsara (ciclo infinito de nascimento e morte). A cobertura da base do templo foi desmontada para pôr a descoberto a fundação escondida e os relevos foram fotografados por Casijan Chepas em 1890. Estas fotografias estão em exposição no Museu Karmawibhangga, situado algumas centenas de metros a norte do templo. Durante os trabalhos de restauro, a cobertura foi reinstalada, cobrindo os relevos Karmawibhangga. Atualmente só o canto sudeste da fundação escondida é visível pelos visitantes.

### História do príncipe Sidarta e do nascimento de Buda (Lalitavistara)

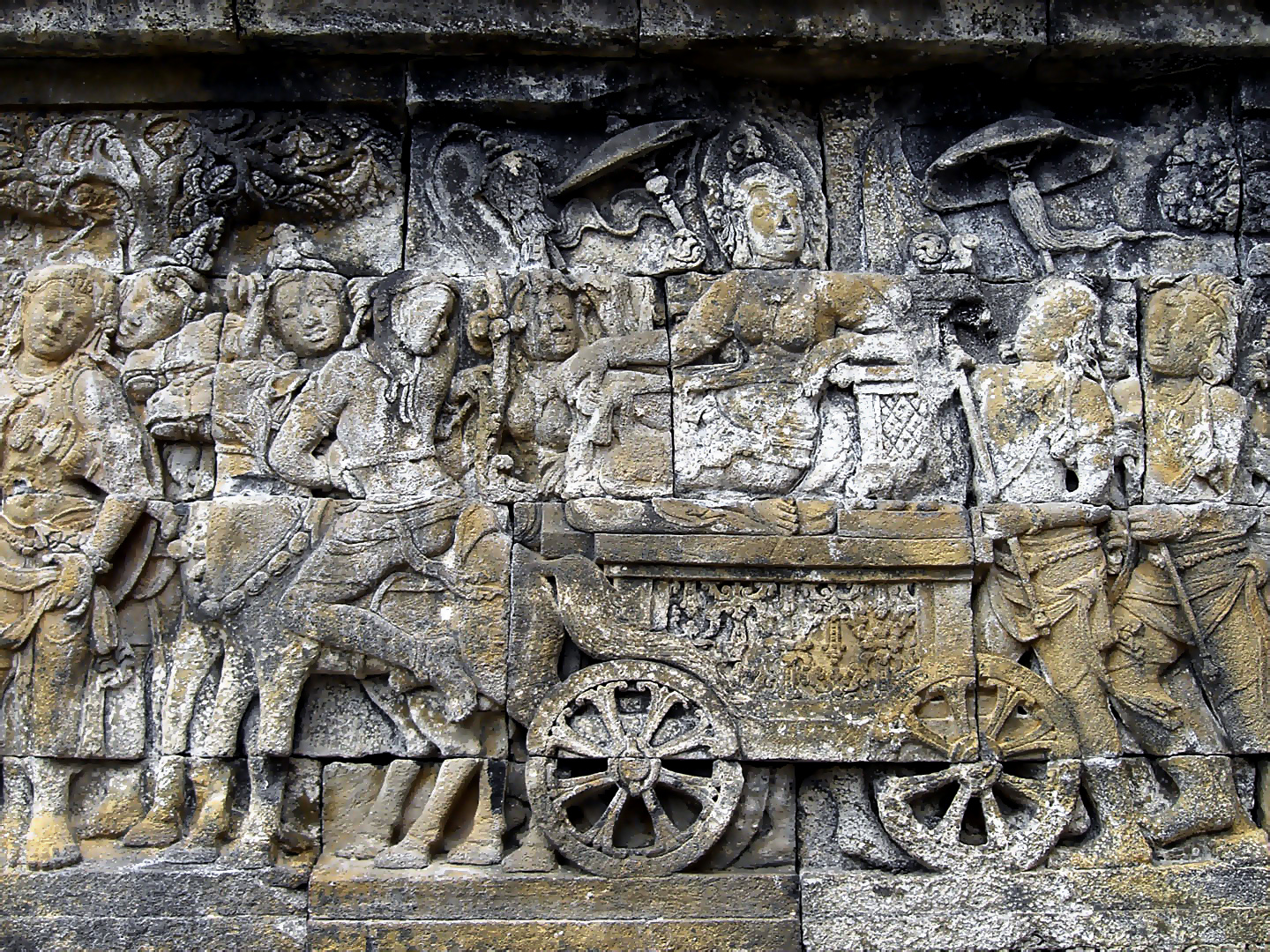
A numa carruagem a caminho de Lumbini para dar à luz o príncipe Sidarta Gautama

A história (Lalitavistara) começa com a descida do Senhor Buda do céu Tushita e termina com o seu primeiro sermão no Parque dos Veados, perto de Varanasi. Os relevos mostram o nascimento de Buda como príncipe Sidarta, filho do rei Sudodana e da rainha Maia de Capilavastu (situado no que é atualmente o sul do Nepal).
A história é precedida por 27 painéis que mostram várias preparações, nos céus e na terra, para dar as boas-vindas à encarnação final do bodisatva. Antes de descer do céu Tushita, o bodisatva confiou a sua coroa ao seu sucessor, o futuro Buda Maitreya. Desceu à terra na forma de um elefante branco com seis presas, que penetraram no ventre da rainha Maia. Esta teve um sonho com este evento, o qual foi interpretado como o seu filho se tornaria um soberano ou Buda. Quando a rainha Maia sentiu que era altura de dar à luz, foi para o parque de Lumbini, fora da cidade de Capilavastu. Ali ficou debaixo duma figueira-dos-pagodes, segurando um ramo com a mão direita e deu à luz um filho, o príncipe Sidarta. A história prossegue até que o príncipe se torna Buda.

### Histórias da vida anterior de Buda (Jataka) e de outras figuras lendárias (Avadana)

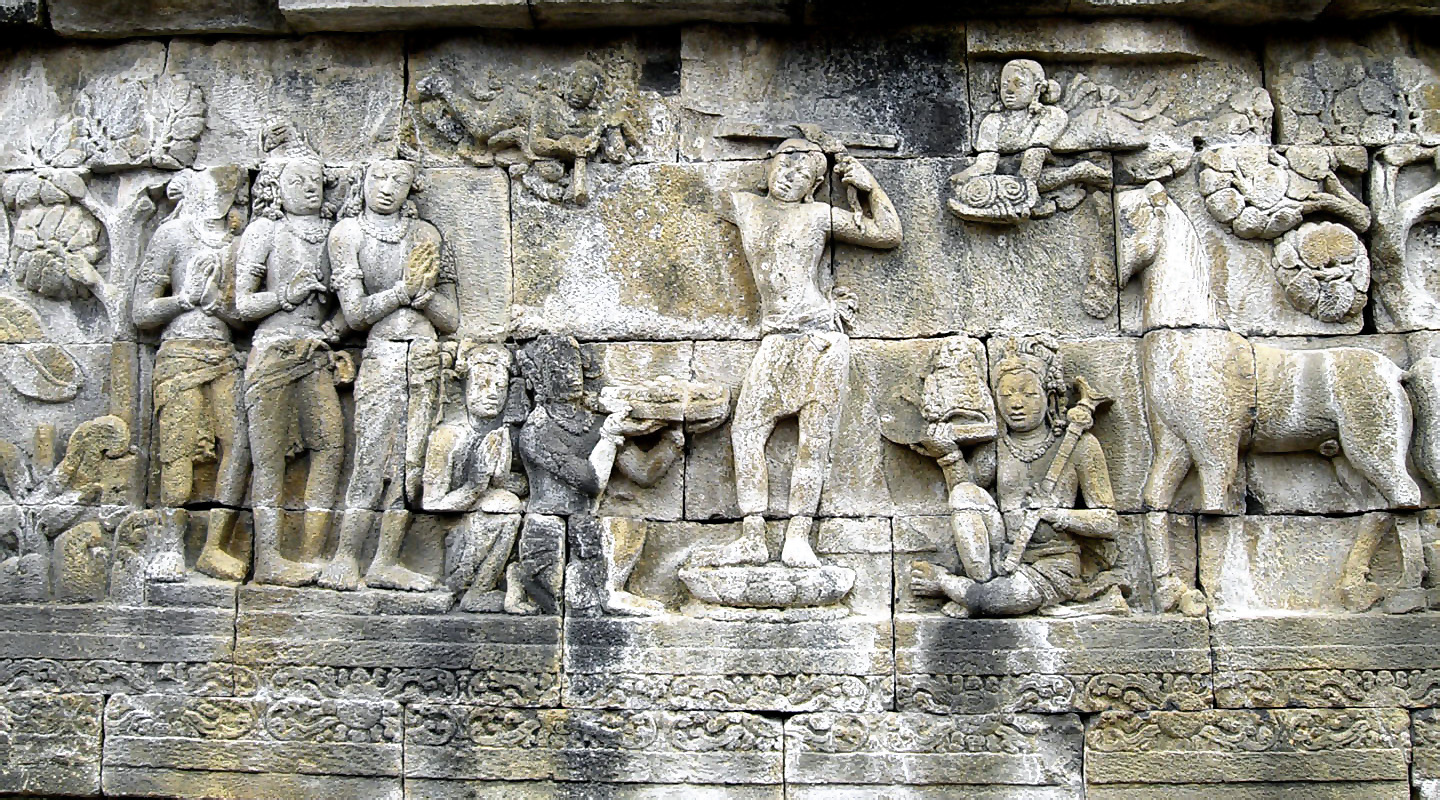
O príncipe Sidarta rapa a cabeça como sinal de renúncia à sua casta xátria (guerreiros) e torna-se um asceta; os seus servos seguram a sua espada, coroa e joias principescas; o seu cavalo está à direita.

As jatakas são histórias acerca de Buda antes dele ter nascido como príncipe Sidarta, tanto das vidas em formas humanas como em vidas sob a forma de animais. O Buda futuro pode aparecer nelas como um rei, um pária, um deus ou um elefante, mas em qualquer das formas ele apresenta alguma virtude que é transmitida pela história. As avadanas são semelhantes às jatakas, mas o personagem principal não é o próprio Bodisatva. Os feitos santos dos avadanas são atribuídos a outras figuras lendárias. As jatakas e as avadanas são tratadas numa mesma série dos relevos de Borobudur.
Os primeiros vinte painéis inferiores da parede da primeira galeria representam o Sudhanakumaravadana (feitos santos de Sudhana). Os primeiros 135 painéis superiores nas balaustrada da mesma galeria são dedicados às 34 lendas da Jatakamala. Os restantes 237 painéis representam histórias de outras fontes, à semelhança das séries e painéis inferiores da segunda galeria. Alguns jatakas são representados duas vezes, como por exemplo, a história do rei Sibhi, antepassado de Rama.

### Busca de Sudhana pela derradeira verdade (Gandavyuha)

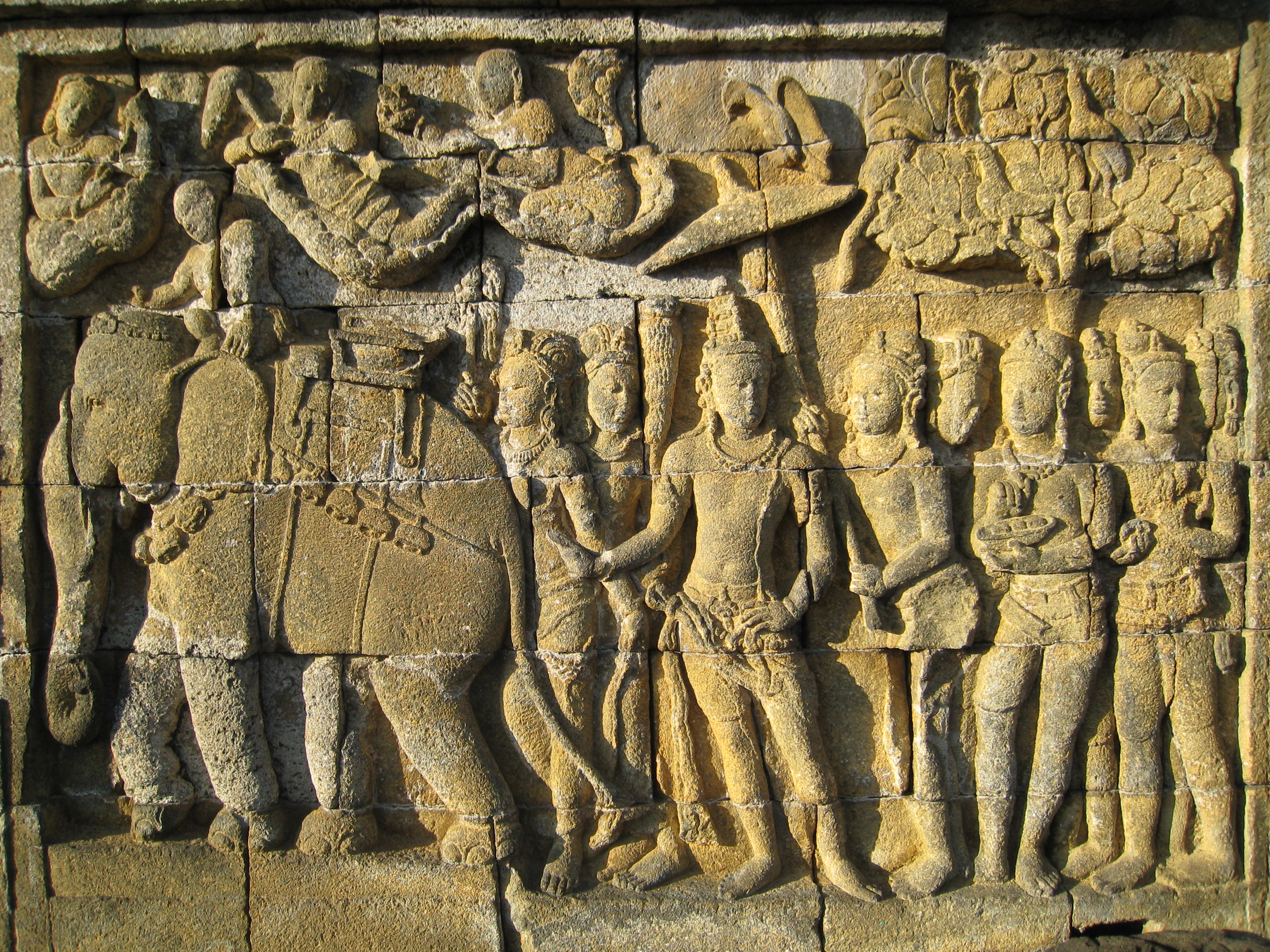
Um dos painéis da Gandavyuha na segunda galeria

A Gandavyuha é a história contada no último capítulo do Avatamsaka Sutra ("Sutra da Grinalda"), que relata as andanças incessáveis de Sudhana em busca da sabedoria superior perfeita. Os 460 painéis da Gandavyuha cobrem a terceira e a quarta galerias, além de metade da segunda. A principal figura da história, o jovem Sudhana, filho de um mercador imensamente rico, aparece no primeiro painel. Os quinze painéis precendentes formam um prólogo da história dos milagres durante a samádi de Buda no jardim de Jeta em Shravasti.
Durante essas buscas, Sudhana visitou pelo menos trinta mestres, mas nenhum o satisfez completamente. Recebeu depois instruções de Manjusri para se encontrar com o monge Megasri, de quem recebeu a primeira doutrinação. À medida que a sua jornada continuou, Sudhana encontrou-se sucessivamente com Supratisthita, o médico Megha (Espírito do Conhecimento), o banqueiro Muktaka, o monge Saradhvaja, a upasika Asa (Espírito da Iluminação Suprema), Bhismottaranirghosa, o brâmane Jayosmayatna, a princesa Maitrayani, o monge Sudarsana, um rapaz chamado Indriyesvara, o upasika Prabhuta, o banqueiro Ratnachuda, o rei Anala, o deus Xiva Mahadeva, a rainha Maia, o bodisatva Maitreya e de novo Manjusri. Em cada um dos encontros Sudhana aprendeu uma doutrina, conhecimento e sabedoria específica. Esses encontros são mostrados na terceira galeria.
Depois do último encontro com Manjusri, Sudhana foi à residência do bodisatva Samantabhadra. Toda a série de painéis da quarta galeria é dedicada aos ensinamentos de Samantabhadra. Os painéis narrativos terminam com Sudhana a alcançar o Conhecimento Supremo e a Derradeira Verdade.

## Estátuas de Buda

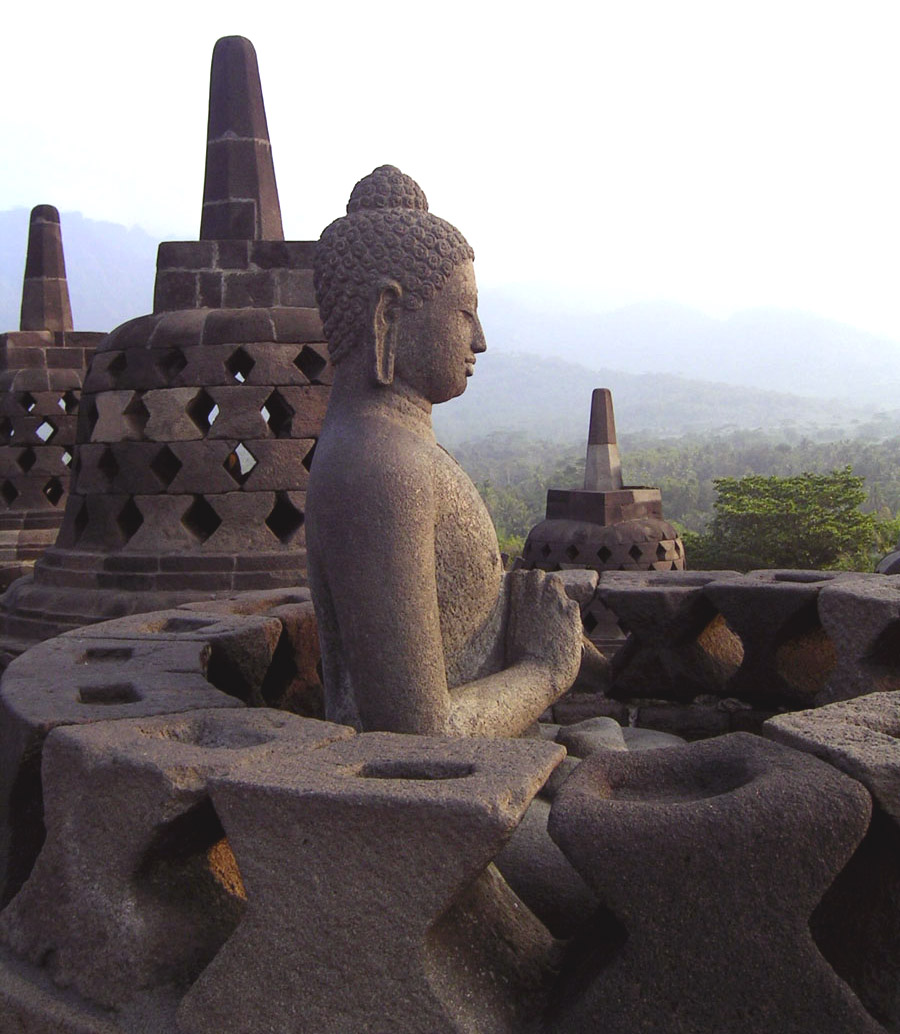
Estátua de Buda em Borobudur com as mãos na posição do mudra Dharmachakra

Além da história da cosmologia budista esculpida em pedra, Borobudur tem muitas estátuas de vários budas. As estátuas com pernas cruzadas estão sentadas na posição de lótus e distribuem-se pelas cinco plataformas quadradas (o nível Rupadhatu) e pelas plataformas superiores (o nível Arupadhatu).
As estátuas de Buda estão em nichos no nível Rupadhatu, dispostas em linhas nos lados exteriores das balaustradas; o seu número diminui progressivamente à medida que se sobe, pois as plataformas são tanto mais pequenas quanto mais altas são. As balaustradas das plataforma mais abaixo têm 104 nichos, as da terceira têm 88, as da quarta 72 e as da quinta 64. No total há 432 estátuas de Buda no nível Rupadhatu. No nível Arupadhatu, constituído pelas três plataformas circulares, as estátuas de Buda estão dentro de estupas perfuradas. A primeira plataforma (mais baixa) tem 32 estupas, a segunda 24 e a terceira 16, o que totaliza 72 estupas.
Das 504 estátuas de Buda originais, mais de 200 estão danificadas (principalmente sem cabeça) e 43 estão desaparecidas. Desde a descoberta do monumento que as cabeças têm sido adquiridas como itens de coleção, principalmente para museus ocidentais. Algumas dessas cabeças encontram-se atualmente em exposição em numerosos museus, como o Tropenmuseum de Amesterdão e o Museu Britânico de Londres.
À primeira vista, todas as estátuas de Buda parecem similares, mas há diferenças subtis entre elas nos mudras ou na posição das mãos. Há cinco grupos de mudras: norte, leste, sul, oeste e zénite, os quais representam os cinco pontos cardinais segundo o Maaiana e os Cinco Budas da Meditação, tendo cada um o seu simbolismo. As primeiras quatro balaustradas têm os quatro primeiros mudras, com as estátuas de frente para o ponto cardinal correspondente ao mudra. As estátuas da quinta balaustrada e as que se encontram nas 72 estupas das plataformas superiores têm todas o mudra zénite.
Seguindo a ordem do Pradaksina ( circunvolução  no sentido dos ponteiros do relógio), começando a leste, os mudras das estátuas de Buda de Borobudur são os seguintes:
| Estátua | Mudra        | Significado simbólico             | Buda Dhyani   | Ponto cardeal | Localização                                                                      |
| ------- | ------------ | --------------------------------- | ------------- | ------------- | -------------------------------------------------------------------------------- |
|         | Bhumisparsa  | Chamando a Terra para testemunhar | Akshobya      | Leste         | Nichos Rupadhatu nas primeiras quatro balaustradas orientais                     |
|         | Vara         | Benevolência, dádiva das almas    | Ratnasambhava | Sul           | Nichos Rupadhatu nas primeiras quatro balaustradas meridionais                   |
|         | Dhyana       | Concentração e meditação          | Amitaba       | Oeste         | Nichos Rupadhatu nas primeiras quatro balaustradas ocidentais                    |
|         | Abhaya       | Coragem, audácia                  | Amoghasiddhi  | Norte         | Nichos Rupadhatu nas primeiras quatro balaustradas setentrionais                 |
|         | Vitarka      | Raciocínio e virtude              | Vairocana     | Zénite        | Nichos Rupadhatu de todos os lados da quinta balaustrada (mais elevada)          |
|         | Dharmachakra | Rodando a Roda do Darma (lei)     | Vairocana     | Zénite        | 72 estupas perfuradas do nível Arupadhatu (três plataformas redondas superiores) |

## Legado

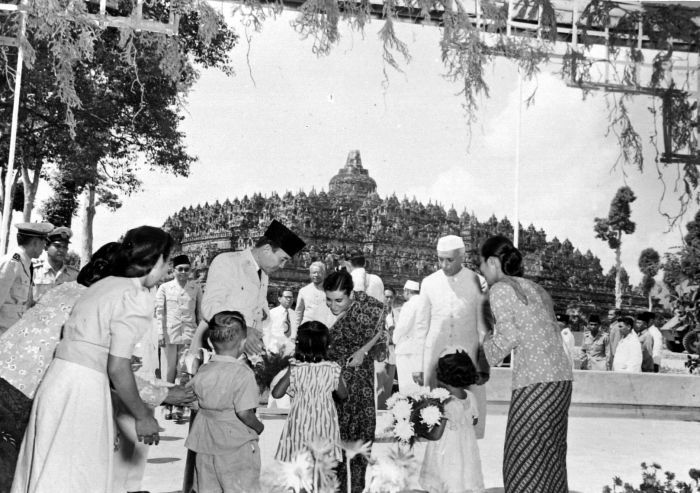
Visita do primeiro-ministro indiano Nehru a Borobudur em 1950, acompanhado pela sua filha Indira Gandhi e por Sukarno, o primeiro presidente da Indonésia

A mestria estética e técnica de Borobudur e seu tamanho único evocou o sentido de grandiosidade e orgulho dos indonésios. Do mesmo modo que Angkor Wat para os cambojanos, Borobudur tornou-se um símbolo poderoso para a Indonésia, que testemunha a sua grandeza passada. Sukarno, o primeiro presidente da Indonésia, fazia questão de mostrar o monumento aos dignitários estrangeiros. O regime de Suharto percebeu a sua importância simbólica e económica e empenhou-se diligentemente num projeto de grande escala para restaurar o monumento com a ajuda da UNESCO. Muitos museus indonésios têm réplicas à escala de Borobudur, que se tornou quase um ícone, que conjuntamente com o teatro de marionetas wayang e a música de gamelão forma uma espécie de vago passado clássico javanês do qual os indonésios supostamente retiram inspiração.
Diversas relíquias arqueológicas retiradas de Borobudur ou réplicas suas têm sido expostas em museus da Indonésia e do estrangeiro. Além do Museu Karmawibhangga, situado no complexo do templo, há outros museus que têm expostas relíquias do monumento, como Museu Nacional da Indonésia em Jacarta, o Tropenmuseum em Amesterdão, o Museu Britânico em Londres, o  Museu Nacional de Banguecoque. O Museu do Louvre em Paris, o Museu Nacional da Malásia em Kuala Lumpur e o Museu das Religiões do Mundo em Taipei têm expostas réplicas de Borobudur. O monumento atraiu a atenção mundial para a civilização budista clássica da antiga Java.
A redescoberta e reconstrução do monumento foi saudada pelos budistas indonésios como um sinal do reavivamento do budismo no país. Em 1934, Narada Maha Thera, um monge budista missionário do Sri Lanca visitou a Indonésia pela primeira vez durante a sua jornada de divulgação do Darma no Sudeste Asiático, o que foi aproveitado por alguns budistas locais para reavivar o budismo na Indonésia. Em 10 de março de 1934 foi realizada uma cerimónia de plantação de uma árvore de Bodhi no lado sudeste de Borobudur, com a bênção de Narada Thera; na ocasião foram ordenados monges alguns upasakas. Uma vez por ano, acorrem a Borobudur milhares de budistas da Indonésia e de países vizinhos para comemorarem a cerimónia do Vesak.

## Galeria de fotografias de relevos

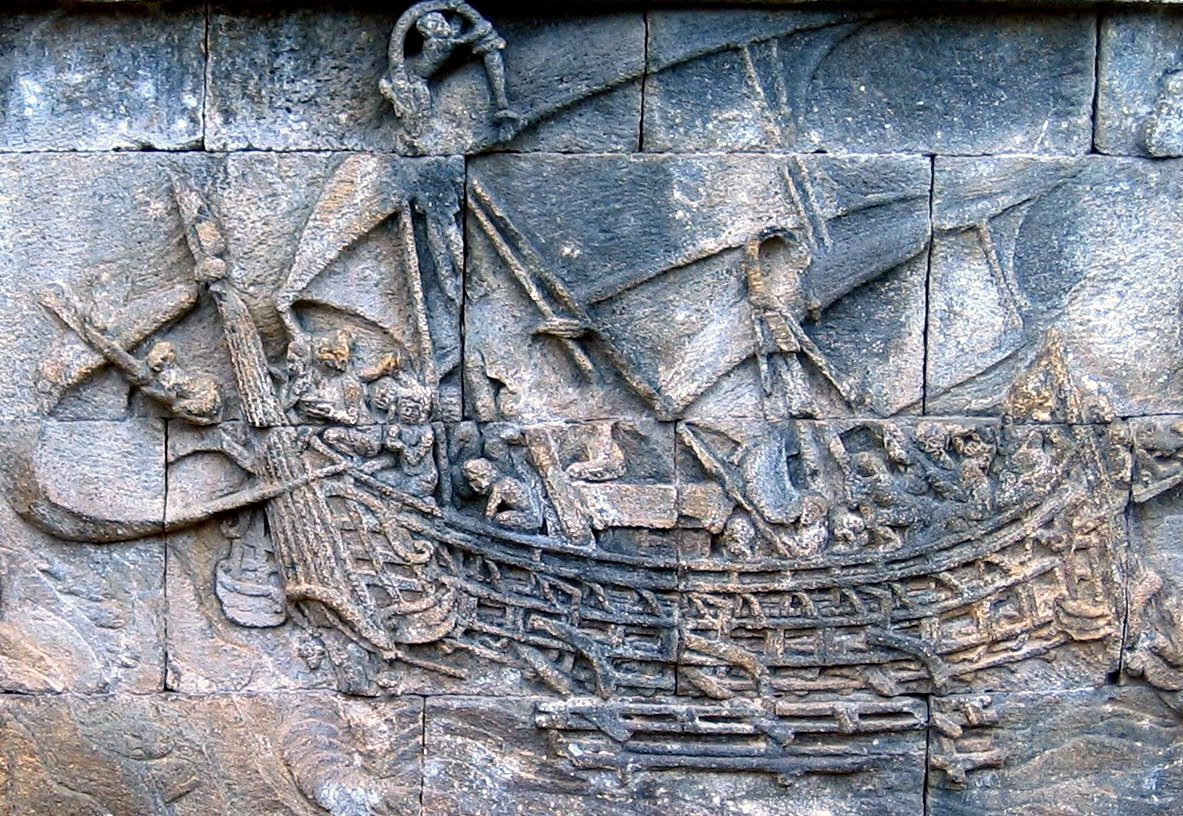
O chamado "navio de Borobudur"
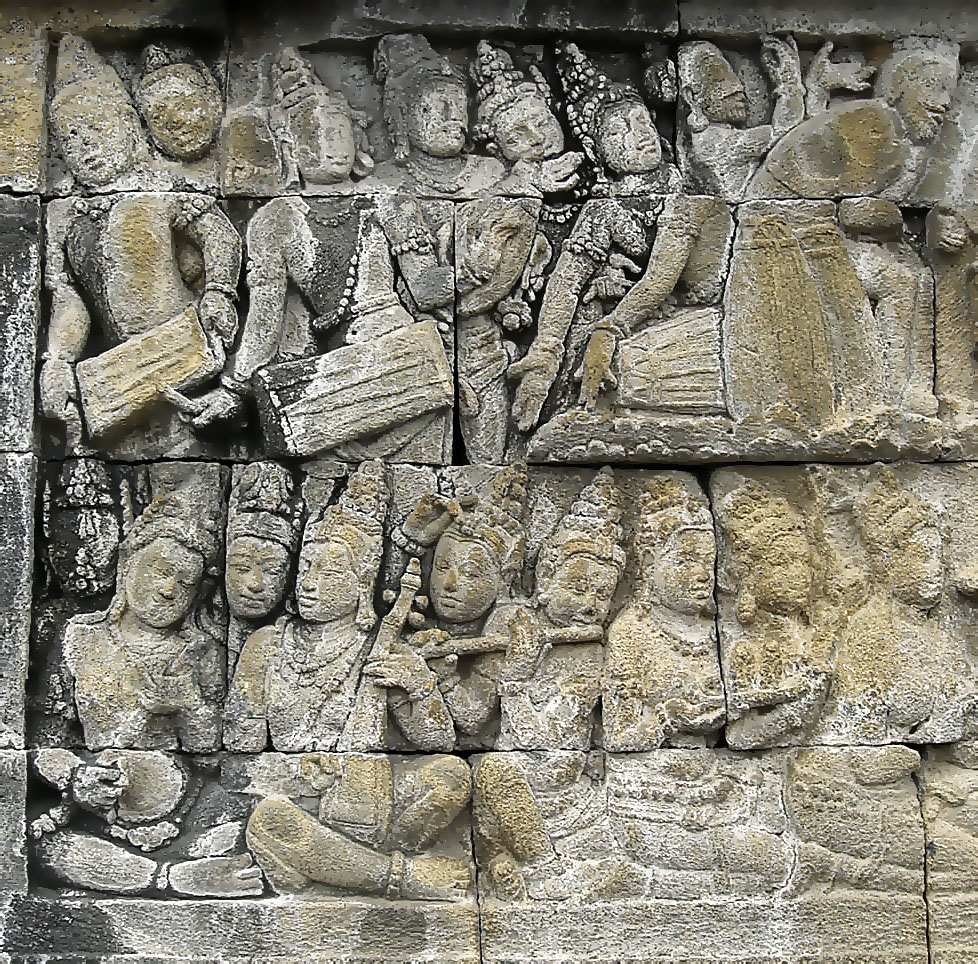
Músicos
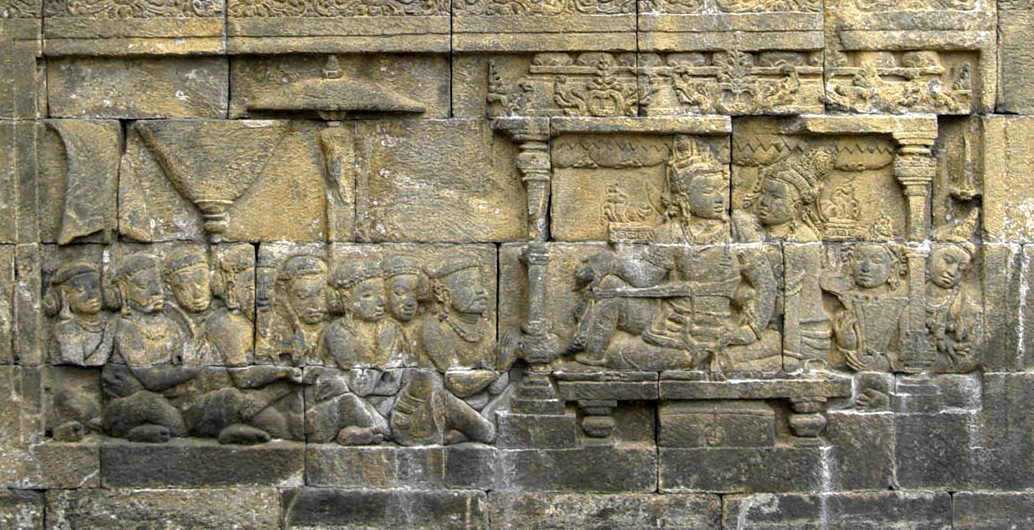
Rei e rainha da Dinastia Sailendra com súbditos
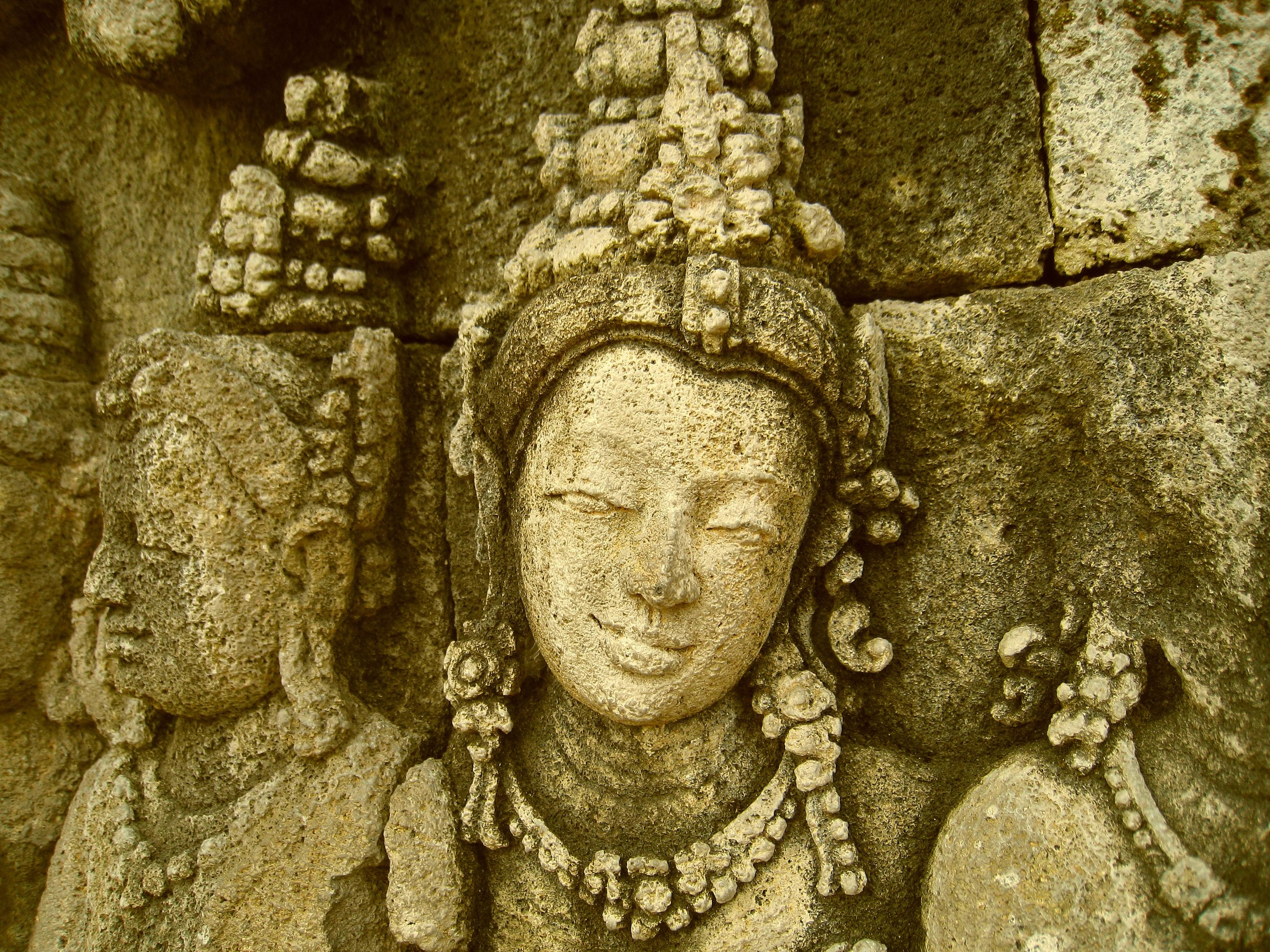
Detalhe de um dos relevos do Lalitavistara
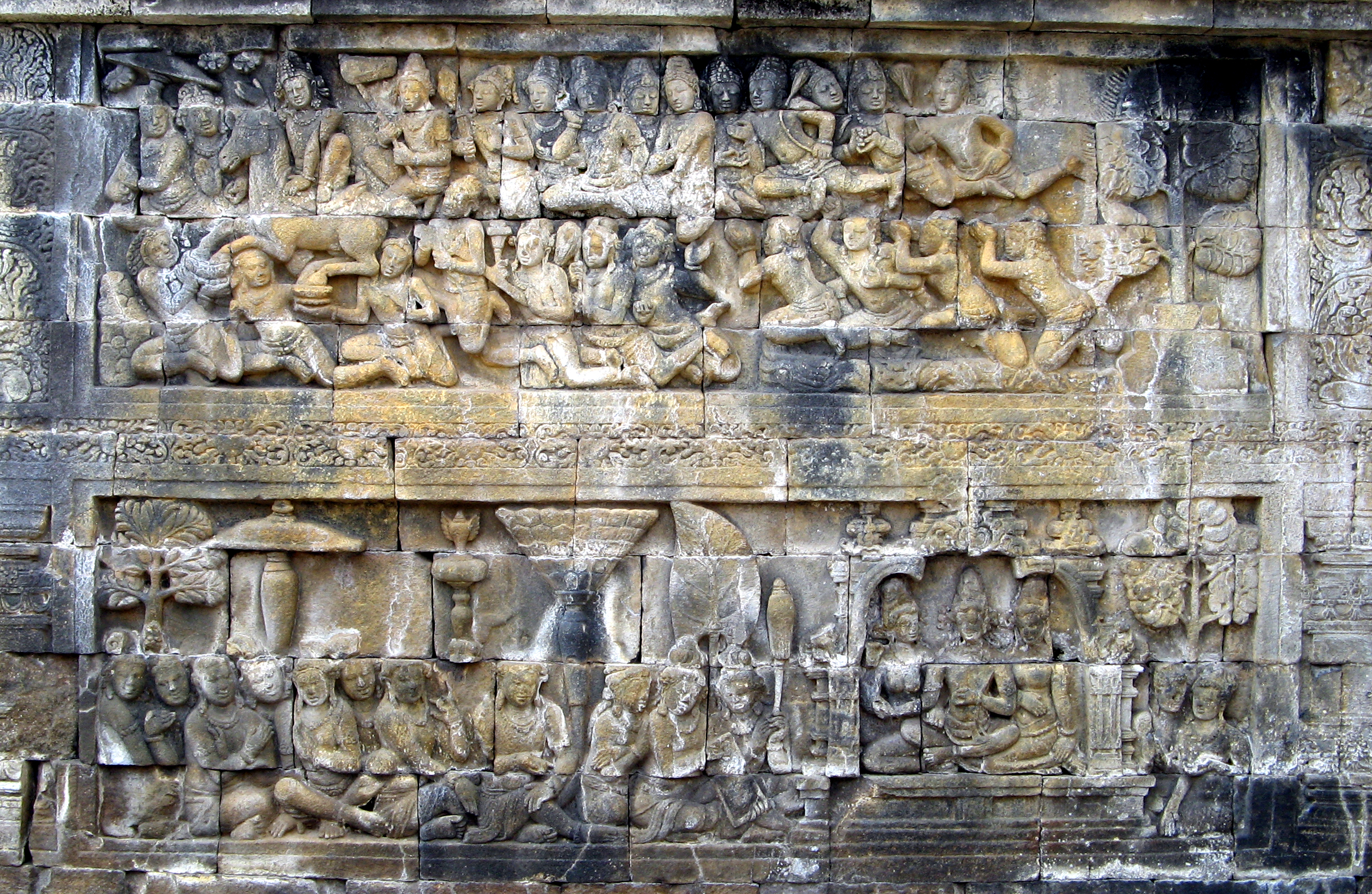
Cena da "Grande Partida de Shakyamuni" [a]
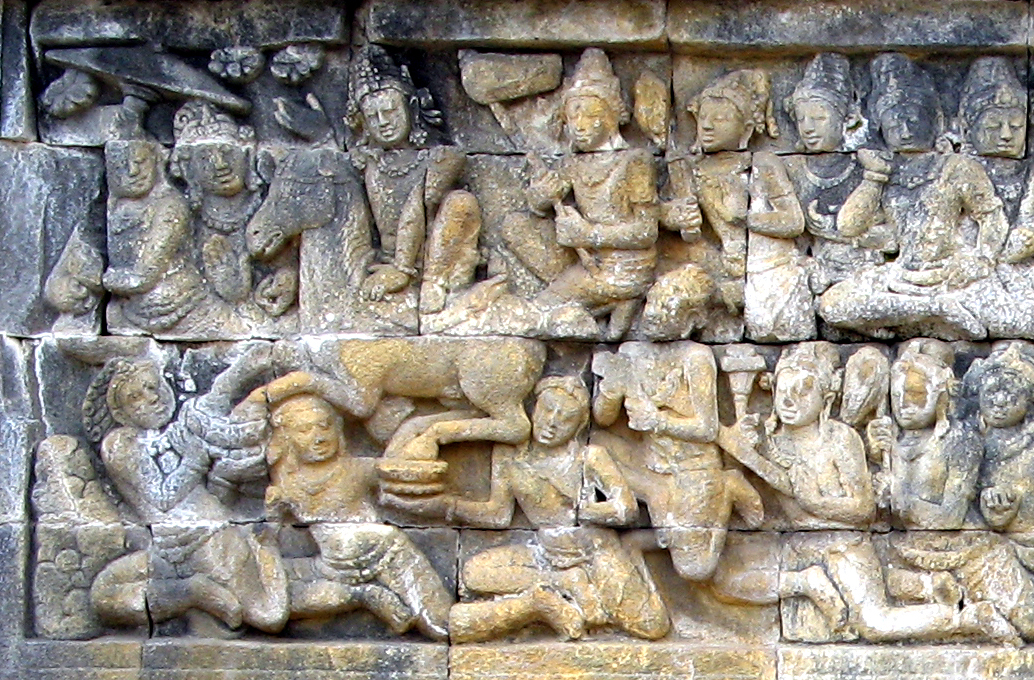
Detalhe da "Grande Partida de Shakyamuni"
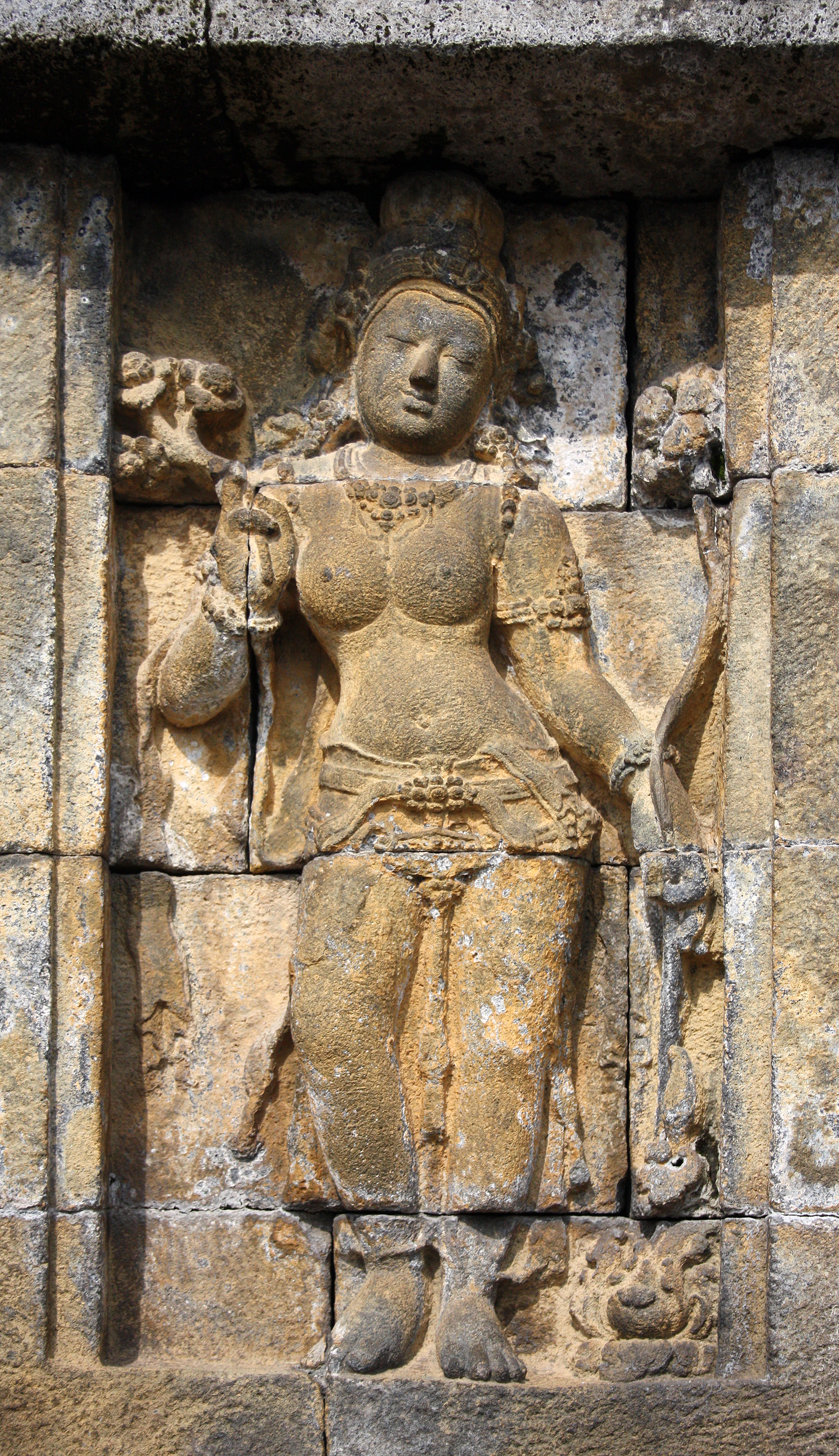
Figura feminina [b]
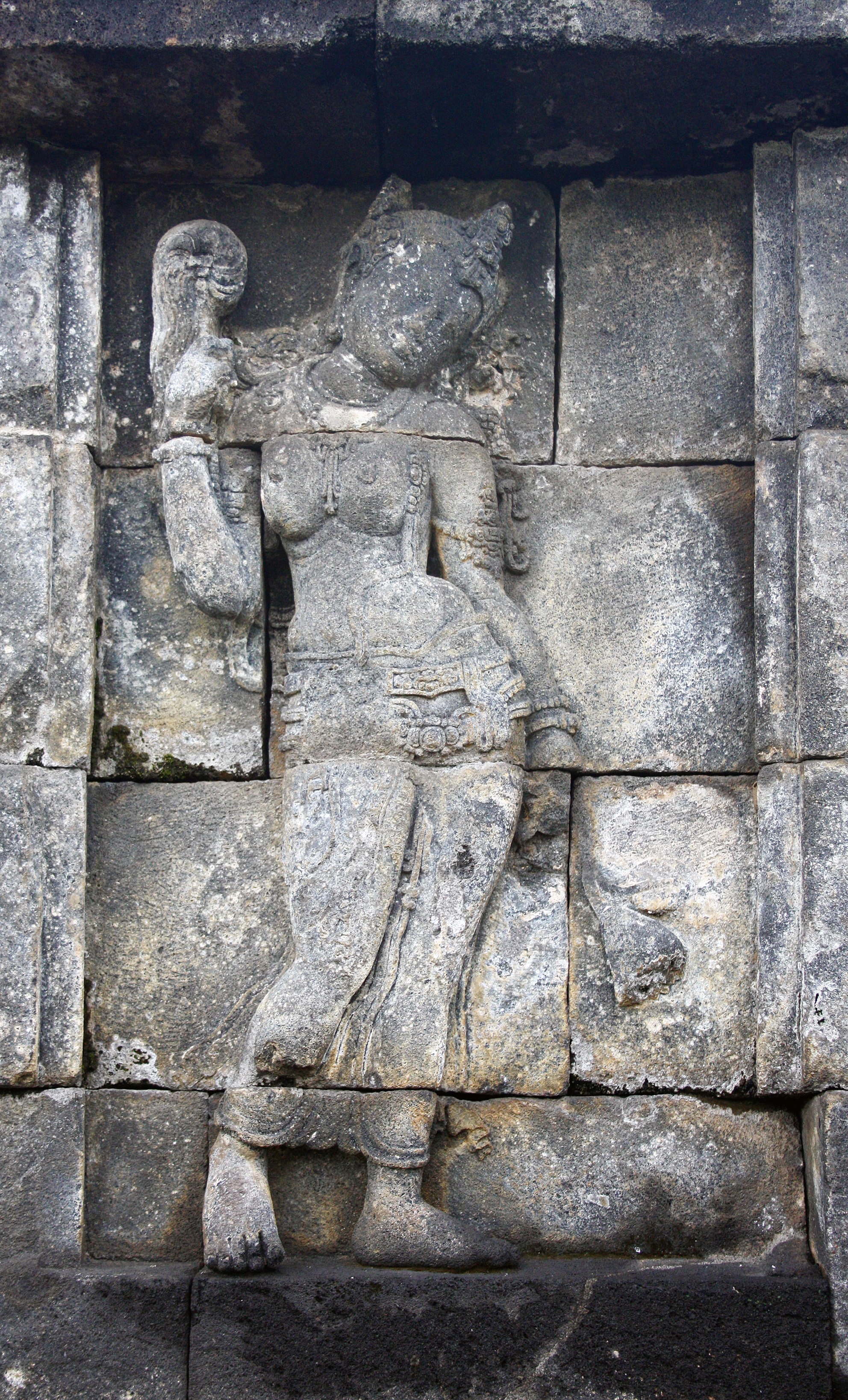
Figura feminina [c]
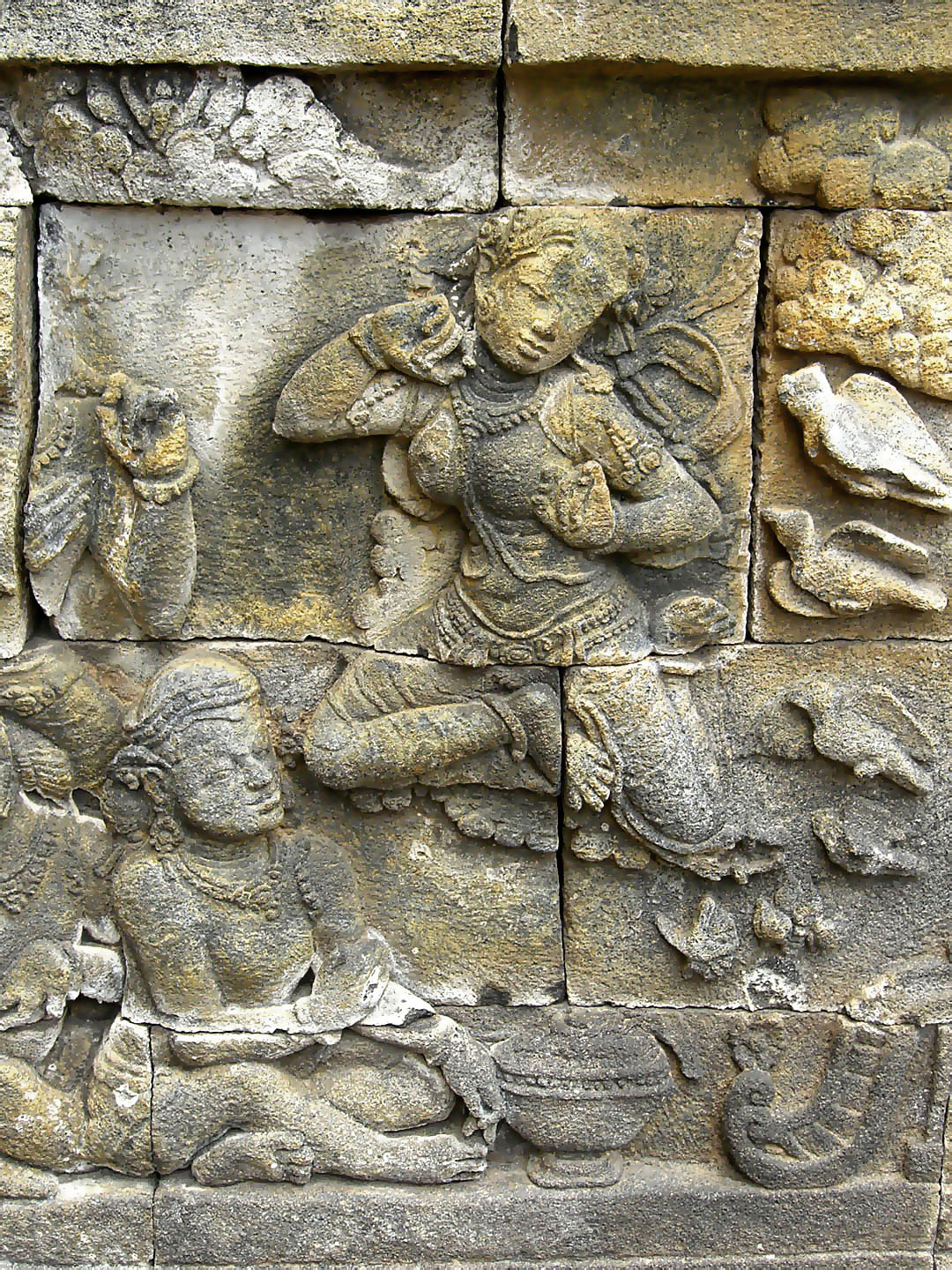
Apsará voadora
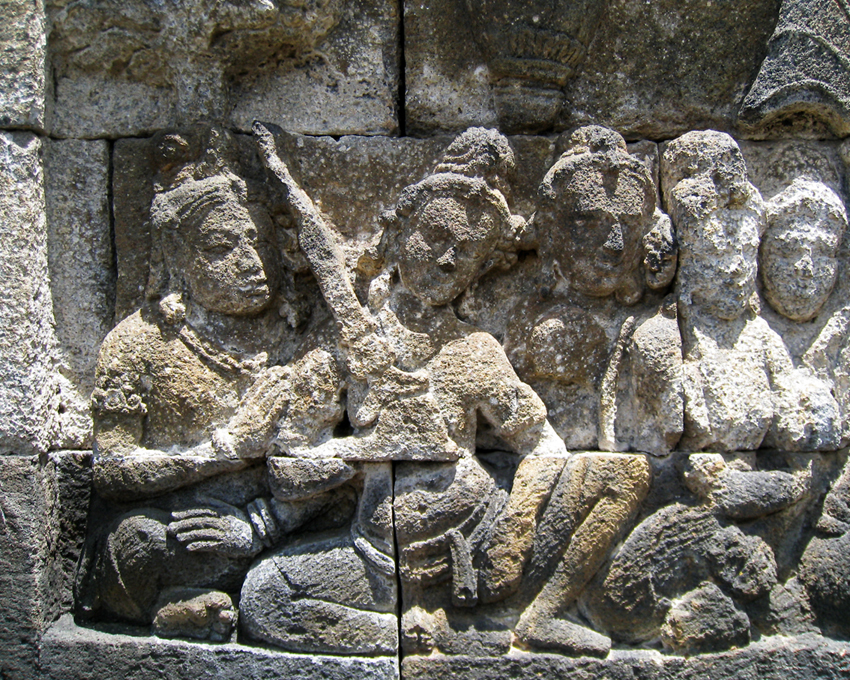
Representação do que parece ser um kris (espada tradicional javanesa) primitivo

Legendas complementares:
[a] ^ Partida do príncipe Sidarta Gautama do seu palácio em Capilavastu, na secção do Lalitavistara.
[b] ^ A figura é provavelmente Tara ou uma surasundari. Segura na mão uma kumuda (flor-de-lótus).
[c] ^ A figura é provavelmente Tara ou uma Apsará. Segrua uma chamara (mata-moscas) numa mão e uma utpala (lótus azul) na outra mão.

### Usada no artigo
- Atmadi, Parmono (1988), Some Architectural Design Principles of Temples in Java: A study through the buildings projection on the reliefs of Borobudur temple, ISBN 979-420-085-9 (em inglês), Jogjacarta: Gajah Mada University Press
- Bucknell, Roderick S.; Stuart-Fox, Martin (1986) [1995], The Twilight Language: Explorations in Buddhist Meditation and Symbolism, ISBN 9780700702343 (em inglês), Curzon Press, consultado em 8 de abril de 2017
- Crouch, Harold (2002), «The Key Determinants of Indonesia's Political Future» (PDF), Singapura: Institute of Southeast Asian Studies, Trends in Southeast Asia series : WTO issues, ISSN 0219-3213 (em inglês), 7, consultado em 8 de abril de 2017
- Dumarçay, Jacques (1991),  Smithies, Michael, ed., Borobudur, ISBN 0-19-588550-3 (em inglês) 2ª ed. , Singapura: Oxford University Press
- Ferschin, Peter; Gramelhofer, Andreas (2004), «Architecture as Information Space», 8th International Conference on Information Visualization (em inglês), IEEE, pp. 181–186, doi:10.1109/IV.2004.1320142
- Gómez, Luis O.; Woodward, Jr., Hiram W. (1981), Barabudur: History and Significance of a Buddhist Monument, ISBN 0-89581-151-0 (em inglês), Berkeley: Universidade da Califórnia
- Hall, D.G.E. (1956), «Problems of Indonesian Historiography», Pacific Affairs, ISSN 0030-851X (em inglês), 38 (3/4): 353–359, JSTOR 2754037, doi:10.2307/2754037
- Hampton, Mark P. (2005), «Heritage, Local Communities and Economic Development», Nova Iorque: Pergamon, Annals of Tourism Research, ISSN 0160-7383 (em inglês), 32 (3): 735–759, OCLC 863226977, doi:10.1016/j.annals.2004.10.010
- Jaini, P.S. (1966), «The Story of Sudhana and Manohara: An Analysis of the Texts and the Borobudur Reliefs», Bulletin of the School of Oriental and African Studies, ISSN 0041-977X (em inglês), 29 (3): 533–558, JSTOR 611473, doi:10.1017/S0041977X00073407
- Jordaan, Roy E. (1993), Imagine Buddha in Prambanan: Reconsidering the Buddhist Background of the Loro Jonggrang Temple Complex, ISBN 9789073084087 (em inglês), Leiden: Vakgroep Talen en Culturen van Zuidoost-Azië en Ocenanië, Rijksuniversiteit te Leiden
- Krom, N. J. (1927), Borobudur, Archaeological Description (em inglês), Haia: Nijhoff, consultado em 8 de abril de 2017
- Le, Huu Phuoc (2010), Buddhist Architecture, ISBN 9780984404308 (em inglês), Grafikol, consultado em 8 de abril de 2017
- Meulen, W. J. van der (1977), «In Search of "Ho-Ling"» (PDF), Cornell University's Southeast Asia Program, Indonesia (em inglês), 23: 87–112, doi:10.2307/3350886, consultado em 8 de abril de 2017
- Meulen, W. J. van der (1979), «King Sañjaya and His Successors» (PDF), Cornell University's Southeast Asia Program, Indonesia (em inglês), 28 (28): 17–54, JSTOR 3350894, doi:10.2307/3350894, consultado em 8 de abril de 2017
- Miksic, John N. (1990), Borobudur: Golden Tales of the Buddhas, ISBN 9780877739067 (em inglês), Boston: Shambhala Publications
- Miksic, John N.; Tranchini, Marcello (1990), Borobudur: Golden Tales of the Buddhas, ISBN 9780945971900 (em inglês), Hong Kong: Periplus Editions
- Moens, J. L.; Long, Mark (trad.) (1951), «Barabudur, Mendut en Pawon en hun onderlinge samenhang ("Barabudur, Mendut and Pawon and their mutual relationship")» (PDF), Het Bataviaasch Genootschap van Kunsten en Wetenschappen, Tijdschrift voor de Indische Taai-, Land- en Volkenkunde (em inglês), consultado em 8 de abril de 2017
- Munoz, Paul Michel (2016), Early Kingdoms of the Indonesian Archipelago and the Malay Peninsula, ISBN 9789814610117 (em inglês), Singapura: Continental Sales
- Murwanto, H.; Gunnell, Y.; Suharsono, S.; Sutikno, S.; Lavigne, F. (2004), «Borobudur monument (Java, Indonesia) stood by a natural lake: chronostratigraphic evidence and historical implications», The Holocene (em inglês), 14 (3): 459–463, doi:10.1191/0959683604hl721rr
- Raffles, Thomas Stamford (1817), The History of Java (em inglês), John Murray (1830); Oxford University Press (1965, 1978), consultado em 8 de abril de 2017
- Sedyawati, E. (1997), «Potential and Challenges of Tourism: Managing the National Cultural Heritage of Indonesia», in:  Nuryanti, W., Tourism and Heritage Management (em inglês), Jogjacarta: Gajah Mada University Press
- Situngkir, H. (2010), «Borobudur Was Built Algorithmically», Bandung Fe Institute, BFI Working Paper Series WP-9-2010 (em inglês), SSRN 1672522
- Soekmono, R. (1976), Chandi Borobudur: A Monument of Mankind (PDF) (em inglês), Paris: The Unesco Press, consultado em 17 de agosto de 2008
- Soekmono, R. (1988) [1973], Pengantar Sejarah Kebudayaan Indonesia 2 (em indonésio) 2.ª ed. , Jogjacarta: Penerbit Kanisius
- Soekmono, R.; Casparis, J.G. de; Dumarçay, J.; Amranand, P.; Schoppert, P. (1990), Borobudur: A Prayer in Stone, ISBN 2-87868-004-9 (em inglês), Singapura: Archipelago Press
- Tartakov, Gary Michael; Lee, Sherman, «Lecture 17: Sherman Lee's History of Far Eastern Art (Indonesia and Cambodja)», Lecture notes for Asian Art and Architecture: Art & Design 382/582 (em inglês), Iowa State University, consultado em 8 de abril de 2017
- Vaisutis, Justine (2007), Indonesia, ISBN 9781741044355 (em inglês), Lonely Planet, consultado em 8 de abril de 2017
- Voûte, Caesar (1973), «The Restoration and Conservation Project of Borobudur Temple, Indonesia. Planning: Research: Design», Studies in Conservation, ISSN 0039-3630 (em inglês), 18 (3): 113–130, JSTOR 1505654, doi:10.2307/1505654
- Voûte, Caesar; Long, Mark; Sundberg, Jeffrey (2005), «New Perspective on Some Old Questions Pertaining to Borobudur», The Restoration of Borobudur (PDF), ISBN 92-3-103940-7 (em inglês), Paris: UNESCO, pp. 213–249, consultado em 25 de abril de 2017
- Voûte, Caesar; Long, Mark; Chandra, Lokesh (prefácio) (2008),  Burnama, Fitra Jaya, ed., Borobudur: Pyramid of the Cosmic Buddha, ISBN 9788124604038 (em inglês), D.K. Printworld, consultado em 8 de abril de 2017
- Wayman, A. (1981), «Reflections on the Theory of Barabudur as a Mandala», Barabudu History and Significance of a Buddhist Monument (em inglês), Berkeley: Asian Humanities Press
- Witton, Patrick; Elliott, Mark; Greenway, Paul; Jealous, Virginia (2003), Indonesia, ISBN 9781740591546 (em inglês), Lonely Planet
- Wood, Michael (2011), «Archaeology, National Histories, and National Borders in Southeast Asia», in:  Clad, James; McDonald, Sean M.; Vaughn, Bruce, The Borderlands of Southeast Asia (PDF) (em inglês), Center for Strategic Research, Institute for National Strategic Studies, consultado em 8 de abril de 2017
- Woodward Jr., Hiram W. (1979), «Acquisition», Critical Inquiry (em inglês), 6 (2): 291–303, doi:10.1086/448048
- «Periodic reporting exercise on the application of World Heritage Convention. Borobudur Temple», State of Conservation of the World Heritage Properties in the Asia-Pacific Region (PDF) (em inglês), UNESCO World Heritage, consultado em 8 de abril de 2017

### Complementar
- Buswell, Robert E.; Lopez, Donald S. (2014), The Princeton Dictionary of Buddhism, ISBN 9780691157863 (em inglês), Princeton University Press
- Gomez, Luis O.; Woodward, Hiram W. (1981), Barabudur, history and significance of a Buddhist monument, ISBN 0-89581-151-0 (em inglês), Berkeley: Asian Humanities Press. Apresentado na Conferência Internacional sobre Borobudur na Universidade de Michigan em 16–17 de maio de1974.
- Kempers, August J.B. (1976), Ageless Borobudur: Buddhist mystery in stone, decay and restoration, Mendut and Pawon, folklife in ancient Java, ISBN 90-6077-553-8 (em inglês), Wassenaar: Servire
- Miksic, John (1999), The Mysteries of Borobudur, ISBN 962-593-198-8 (em inglês), Hong Kong: Periplus
- Morton III, W. Brown (janeiro de 1983), «Indonesia Rescues Ancient Borobudur», National Geographic, ISSN 0027-9358 (em inglês), 163 (1): 126–142, OCLC 643483454
- Nattier, Jan (2003), A Few Good Men: The Bodhisattva Path according to The Inquiry of Ugra (Ugraparpṛcchā), ISBN 9780824826079 (em inglês), Honolulu: University of Hawaii Press, consultado em 27 de janeiro de 2018
- Snodgrass, Adrian (1985), The symbolism of the stupa, ISBN 0-87727-700-1 (em inglês), Ithaca, N.Y.: Universidade Cornell